# Personaggi di Jurassic Park

I protagonisti del film Jurassic World (2015), da sinistra: Gray Mitchell, Claire Dearing, Zach Mitchell e Owen Grady

La seguente è una lista dei personaggi dei romanzi Jurassic Park e Il mondo perduto scritti da Michael Crichton. Sono inoltre presenti dettagli sul ruolo dei personaggi negli adattamenti cinematografici Jurassic Park e Il mondo perduto - Jurassic Park di Steven Spielberg, Jurassic Park III di Joe Johnston, Jurassic World di Colin Trevorrow, Jurassic World - Il regno distrutto di Juan Antonio Bayona, Jurassic World - Il dominio di Colin Trevorrow e Jurassic World - La rinascita di Gareth Edwards, nei videogiochi, nei cortometraggi e nelle serie animate (LEGO Jurassic World - La leggenda di Isla Nublar, Jurassic World - Nuove avventure e Jurassic World - Teoria del caos).

## Personaggi principali

### Alan Grant
Compare in: Jurassic Park (libro, film e LEGO videogioco), Jurassic Park III (film, libro e LEGO videogioco), Jurassic Park: Redemption (fumetto), Jurassic World Evolution (videogioco), LEGO Jurassic World - La leggenda di Isla Nublar (serie animata), Jurassic World Evolution 2 (videogioco) e Il dominio (film e libro). Interpretato da Sam Neill e doppiato in italiano da Stefano De Sando.
Il professor Alan Grant è il protagonista del primo romanzo e del primo e terzo film. Nel romanzo, è descritto come un uomo barbuto sulla quarantina, con una forte affinità per i bambini, in particolare quelli interessati ai dinosauri. Nel secondo romanzo, Il mondo perduto, Grant è solo menzionato.
Il primo adattamento cinematografico ritrae Grant in modo diverso rispetto al romanzo, più introverso e meno interessato ai bambini, poiché Spielberg voleva "fornire una fonte di tensione drammatica che non esisteva nel romanzo". Il film lo ritrae anche in una relazione con la dottoressa Ellie Sattler, che è una sua allieva nel romanzo. Nel film, Grant è specializzato in Velociraptor ("raptor") e crede che i dinosauri siano strettamente imparentati con gli uccelli. Alla fine del film, la sua esperienza sull'isola cambia la sua visione dei bambini (e dei dinosauri) e decide di non appoggiare il Jurassic Park.
Nel terzo film, negli anni successivi all'incidente su Isla Nublar, Grant ha continuato la sua ricerca sui Velociraptor, proponendo nuove teorie sull'intelligenza di tali predatori. Grant accetta di unirsi a una coppia per un tour aereo di Isla Sorna, il "Sito B" di Jurassic Park, in cambio di finanziamenti per il suo sito di scavo. Tuttavia, l'aereo si schianta e rimangono bloccati sull'isola. Durante il viaggio, Grant si rende conto che le sue teorie sui raptor - che hanno un'intelligenza avanzata e capacità di comunicazione - sono corrette. Fugge dall'isola dopo un'operazione di salvataggio.
Alan Grant ricompare nuovamente come uno dei sei protagonisti nel film Jurassic World - Il dominio (assieme a Owen Grady, Claire Dearing, Maisie Lockwood, Ian Malcolm ed Ellie Sattler), sesto capitolo della serie cinematografica. Nei successivi quattro anni dopo la sua fuga da Isla Sorna, Jurassic World viene aperto nonostante lui esprima ripetutamente i propri dubbi. Nel corso degli anni, Grant fatica a proseguire con il proprio lavoro, perché dopo l'apertura del parco e ancora di più dopo gli eventi del film Jurassic World - Il regno distrutto, il pubblico ha perso l'interesse di un tempo verso la paleontologia e quindi Alan ha sempre più difficoltà a trovare fondi per i suoi scavi. Quattro anni dopo il diffondersi dei dinosauri nel mondo, Ellie lo contatta per chiedergli di aiutarlo a smascherare i crimini della Biosyn, società rivale della InGen che ha liberato in natura una specie di cavallette preistoriche, responsabili di un grave disastro ecologico. I due raggiungono la sede della Biosyn, in una valle tra le dolomiti italiane e, con l'aiuto di Ian Malcolm prima, poi di Owen Grady e Claire Dearing, ed infine anche del pentito Henry Wu, riescono a sopravvivere, a trovare le prove con cui rivelare al mondo la verità sulla Biosyn e risolvere il problema delle cavallette. Prima di andare a testimoniare assieme a Ian davanti al Congresso, Grant ed Ellie (ormai divorziata dal marito) tornano insieme.

### Ellie Sattler
Compare in: Jurassic Park (libro, film e LEGO videogioco), Jurassic Park III (film, libro e LEGO videogioco), Jurassic Park: Redemption (fumetto), Jurassic World Evolution (videogioco), Jurassic World Evolution 2 (videogioco) e Il dominio (film e libro). È interpretata da Laura Dern con la voce italiana di Isabella Pasanisi.
Ellie Sattler è una giovane dottoressa nata nel 1965, che studia sotto il dottor Alan Grant, laureata in paleobotanica e proveniente dal Montana. Accompagna il dottor Grant alla visita di Jurassic Park; anche se ne è inizialmente entusiasta, si accorge poi che hanno posizionato delle piante velenose nei pressi di aree visitatori come una piscina, e si arrabbia per la poca attenzione dedicata alla riproduzione di piante preistoriche (fatto citato anche nel film, ma che non suscita la sua rabbia). Mentre il resto del gruppo visita il parco a bordo del Ford Explorer, si ferma con il dottor Harding, veterinario del parco, a diagnosticare la malattia di uno Stegosauro malato (nel film un Triceratopo). Dopo l’attacco del Tirannosauro, si prende cura di Ian Malcom, gravemente ferito, sempre assieme al dottor Harding. Durante l’assalto dei Velociraptor al Centro Visitatori, si offre come esca per distrarre i dinosauri. Nonostante sopravviva agli eventi del romanzo, non ha alcun ruolo nel sequel; viene solo nominato che si è sposata con un fisico di Berkeley e che fa lezioni riguardanti i pollini preistorici.
Nel film Ellie ha un ruolo più importante rispetto al romanzo: difatti si occupa della maggior parte delle azioni di Donald Gennaro che, nel film, ha un ruolo molto più secondario. Nel film va lei con Muldoon nel bunker per riattivare i sistemi del parco. Inoltre è anche una paleontologa e ha una relazione con Alan Grant, suo collega e più giovane rispetto alla versione del romanzo. Oltretutto è lei a far capire a Hammond come l'intero progetto del Jurassic Park è irrealizzabile perché richiederebbe di riuscire a controllare un ecosistema di cui si conosce troppo poco. Spielberg lo ha fatto non solo per aggiungere tensione al film, ma anche perché sentiva che il personaggio non avesse abbastanza attenzione nel libro.
Sattler ha un ruolo minore nel film Jurassic Park III. Il suo rapporto con Grant si è concluso dopo il primo film, ma i due sono rimasti comunque buoni amici. È sposata con un avvocato e ha due figli piccoli. In seguito, Alan la chiama per chiederle aiuto dopo essere stato bloccato su Isla Sorna, e lei manda la Marina Americana per trarlo in salvo con i suoi compagni.
Ellie Sattler ricompare nuovamente come una dei sei protagonisti nel film Jurassic World - Il dominio (assieme a Owen Grady, Claire Dearing, Maisie Lockwood, Alan Grant e Ian Malcolm), sesto capitolo della serie cinematografica. Negli anni successivi, avrà un altro figlio, ma lei ed il marito divorziano. Con l'apertura di Jurassic World, Ellie continua ad opporsi al parco assieme ad Alan ed Ian, ma purtroppo non viene ascoltata, fino a quando, anche questo parco viene distrutto. Quattro anni dopo la diffusione dei dinosauri sul continente americano a causa di quanto accaduto nella Tenuta Lockwood, Ellie inizia ad indagare contro la Biosyn, società incaricata alla cattura e alla gestione delle creature preistoriche.

### Ian Malcolm
Compare in: Jurassic Park (libro, film e LEGO videogioco), Il mondo perduto (libro, film e LEGO videogioco), Jurassic Park III (citazione), Jurassic World (immagine in un libro), Il regno distrutto (film e libro), Jurassic World Evolution (videogioco), LEGO Jurassic World - La leggenda di Isla Nublar (serie animata), Jurassic World Evolution 2 (videogioco) e Il dominio (film e libro). Interpretato da Jeff Goldblum e doppiato nell'edizione italiana da Roberto Chevalier (primo film), Sandro Acerbo (secondo film) e Fabrizio Pucci (quinto e sesto film).
Ian Malcolm è uno dei personaggi principali del primo capitolo della saga, mentre nel secondo capitolo è lui stesso il protagonista; è un matematico e docente universitario specializzato nella teoria del caos e si riferisce a se stesso come un "caosologo".
Malcolm è il protagonista del romanzo Il mondo perduto, in cui accetta di aiutare il paleontologo Richard Levine a pianificare una spedizione a Isla Sorna, il sito secondario del Jurassic Park. Quando Levine rimane intrappolato sull'isola dopo essere andato lì da solo, Malcolm, Doc Thorne ed Eddie Carr organizzano un salvataggio. Viene nuovamente ferito in un attacco di Tyrannosaurus rex, ma sopravvive. Nel secondo romanzo, Malcolm fornisce una teoria alternativa all'estinzione dei dinosauri, andando contro teorici come Charles Darwin e menziona la complessità del comportamento naturale e le abitudini distruttive dell'umanità e la possibile fine dell'uomo.
È anche il protagonista dell'adattamento cinematografico, intitolato Il mondo perduto - Jurassic Park. Nei quattro anni trascorsi dall'incidente su Isla Nublar, Malcolm perde reputazione, credibilità e incarico universitario a causa delle sue affermazioni sui dinosauri viventi, cosa che la InGen nega insieme all'intero incidente di Jurassic Park. Nonostante la sua animosità nei confronti della compagnia, Malcolm è tra quelli assunti da John Hammond per visitare l'isola e documentare i dinosauri nel loro habitat naturale. Malcolm va a salvare la sua ragazza, la dottoressa Sarah Harding, che era già partita per l'isola. La precedente esperienza di Malcolm con il tirannosauro a Isla Nublar aiuta la sua sopravvivenza, e lui e Sarah lavorano per fermare un tirannosauro che una spedizione rivale guidata da Peter Ludlow aveva portato a San Diego. Ciò ripristina la reputazione di Malcolm e i sopravvissuti di Jurassic Park diventano famosi.
Nel film Jurassic World - Il regno distrutto, un anziano Malcolm esorta il Senato degli Stati Uniti a permettere agli ultimi dinosauri sopravvissuti di morire in un'imminente eruzione vulcanica su Isla Nublar. Riesce a persuaderli evidenziando le minacce che i dinosauri rappresentano come specie invasive. Alla fine del film, i dinosauri vengono dispersi in tutto il mondo a causa delle azioni compiute da Eli Mills.
Ian Malcolm ricompare nuovamente come uno dei sei protagonisti nel film Jurassic World - Il dominio (assieme a Owen Grady, Claire Dearing, Maisie Lockwood, Alan Grant ed Ellie Sattler), sesto capitolo della serie cinematografica.

### Owen Grady
Compare in: Jurassic World (film, libro e LEGO videogioco), LEGO Jurassic World: L'evasione di Indominus Rex (film cortometraggio animato), Il regno distrutto (film e libro), Jurassic World Alive (videogioco), Jurassic World Evolution (videogioco), LEGO Jurassic World - La leggenda di Isla Nublar (serie animata), LEGO Jurassic World - Doppio pericolo! (film speciale animato), Jurassic World Evolution 2 (videogioco), Il dominio (film e libro) e Jurassic World: Maisie Lockwood Adventures 1: Off the Grid (libro). È interpretato da Chris Pratt e doppiato in italiano da Andrea Mete.
Owen Grady è il protagonista della trilogia di film "Jurassic World". Nel primo film, è un veterano della Marina degli Stati Uniti che lavora come etologo e comportamentista di animali in loco presso il Jurassic World e fa parte della squadra chiamata Raptor Squad. Insieme al suo amico Barry Sembène, viene chiamato dalla Ingen per studiare i Raptor, divenendone per loro la figura umana di riferimento, in quanto ha fatto con questi animali l'imprinting fin dalla loro nascita. Owen è apertamente molto realista, sicuro di sé e testardo, con un forte senso di giustizia e una forte empatia per gli animali del Jurassic World, riconoscendo e rispettando il fatto che sono vivi, e considera i suoi Raptor (in particolare Blue) come una famiglia, non solo come animali addestrati. Per gran parte del film ha un rapporto conflittuale con Claire Dearing, la manager e capo della sicurezza di Isla Nublar, della quale è innamorato (sentimento che sembra essere ricambiato dalla Dearing, che lo bacerà dopo averlo salvato da uno pteranodonte). Rimane sconvolto dall'Indominus Rex, appurando che l'animale, essendo cresciuto in cattività e senza contatti con altri dinosauri, abbia sviluppato un carattere sociopatico che lo porta ad uccidere per puro divertimento (l'I-Rex stermina interi branchi di erbivori senza poi mangiarli). Accetterà di dare la caccia all'Indominus utilizzando i raptor, senza sapere che il predatore possiede anche i geni dei velociraptor e quindi, grazie ad essi, riesce a divenire il nuovo alfa e ad aizzare i raptor contro Owen stesso e la squadra, sterminando la maggior parte degli uomini. Nel finale Owen riesce a ristabilire l'imprinting con Blue e gli altri raptor superstiti, che quindi combattono insieme a lui contro l'Indominus. Riesce a salvarsi e ad andarsene dal Jurassic World.
Tornerà sull'isola nel quinto film, convinto da Claire, per salvare i dinosauri dall'eruzione, e soprattutto per salvare Blue. Quando riesce a trovare la velociraptor, però ,scopre che Ken Weathey e i suoi mercenari lo hanno ingannato: essi narcotizzano sia lui che Blue, ferendo mortalmente la raptor. Owen riesce per un pelo a salvarsi dalla lava durante l'eruzione, per poi ricongiungersi con Claire e Franklin. I tre scappano dai dinosauri in fuga e cercano di entrare in una girosfera, ma Owen a causa della lotta tra un Carnotaurus e un Sinoceratops non riesce a salire in tempo. Quando sta per essere divorato dal predatore, arriva il Tyrannosaurus, che uccide il Carnotaurus ma per sbaglio mette in moto la girosfera, che finisce in mare. Owen salva Claire e Franklin prima che questi anneghino, in seguito i tre riescono a entrare di nascosto nella nave di Weathey piena di dinosauri catturati e a ricongiungersi con Zia. Sono proprio lui e Claire a prelevare il sangue dal Tyrannosaurus, rischiando di essere uccisi dal predatore, per permettere A Zia di curare Blue dalla ferita. La sera, lui e Claire, separatisi da Zia e Franklin, vengono imprigionati nei sotterranei della tenuta di Lockwood da Mills e Weatlhey. Owen però riesce a liberare uno Stygimoloch e fugge insieme a Maisie e Claire, scatenando l'erbivoro tra gli acquirenti di Mills e rovinando l'asta. Dopo una rocambolesca fuga dell'indoraptor, Owen irrompe nella camera della povera Maisie, salvandola appena in tempo ma venendo messo all'angolo dal mostro. A salvarli arriva Blue, che attacca l'indoraptor permettendo a Owen e Maisie di scappare. Poco dopo, intrappolato su un tetto di vetro dall'ibrido, Owen viene di nuovo salvato da Blue, che assieme all'indoraptor precipita dal tetto, salvandosi mentre l'ibrido muore infilzato sulle corna del teschio di Agujaceratops. Durante la fuga dei dinosauri dalla villa, Owen scambia un ultimo sguardo con Blue prima che lei scappi nella foresta. Owen, Claire e Maisie vanno a vivere insieme.
Owen Grady ricompare come uno dei sei protagonisti nel film Jurassic World - Il dominio (assieme a Claire Dearing, Maisie Lockwood, Alan Grant, Ian Malcolm ed Ellie Sattler), sesto capitolo della serie cinematografica.

### Claire Dearing
Compare in: Jurassic World (film, libro e LEGO videogioco), LEGO Jurassic World: L'evasione di Indominus Rex (film cortometraggio animato), Il regno distrutto (film e libro), Jurassic World Alive (videogioco), Jurassic World Evolution (videogioco), The Evolution of Claire (libro), LEGO Jurassic World - La leggenda di Isla Nublar (serie animata), LEGO Jurassic World - Doppio pericolo! (film speciale animato), Jurassic World Evolution 2 (videogioco), Il dominio (film e libro) e Jurassic World: Maisie Lockwood Adventures 1: Off the Grid (libro). È interpretata da Bryce Dallas Howard e, nella versione italiana, è doppiata da Federica De Bortoli.
È la protagonista femminile della trilogia di film "Jurassic World". Claire Dearing è una giovane e bellissima donna dai capelli rossi e una genetista e manager delle operazioni del parco, responsabile della creazione dell'Indominus Rex, ora è la fondatrice del Dinosaur Protection Group, dove lavora insieme a Franklin Webb e Zia Rodriguez. Dopo aver pianificato una spedizione di salvataggio insieme a Eli Mills, torna sull'isola insieme a Owen, Franklin e Zia per salvare i dinosauri dall'eruzione del vulcano, risvegliatosi recentemente. Qui resta insieme a Franklin in un edificio di controllo per monitorare Blue, ma i due vengono attaccati da un Baryonyx, riuscendo però a scappare. Nella fuga di massa dei dinosauri, Claire e Franklin si rifugiano nella girosfera ma finiscono in mare, rischiando di annegare ma venendo salvati da Owen. Sulla nave, Claire e Owen devono recuperare del sangue dal Tyrannosaurus per iniettarlo nel corpo di Blue e salvarla. Claire e Owen riescono a prendere il sangue, salvandosi per un pelo dal predatore. Nella tenuta di Lockwood, Owen e Claire riescono a evadere dalla loro prigione grazie a uno Stigymoloch. Una volta liberi trovano la dolcissima Maisie Lockwood, che li informa dell'asta e della creazione dell'Indoraptor. Alla fine del film è Claire a salvare momentaneamente Owen e Maisie dall'Indoraptor, facendo saltare l'ibrido sul tetto di vetro ingannandolo con un laser (in realtà questo fa solo prendere tempo a Owen perché l'Indoraptor riesce a risalire sul tetto, sarà Blue a causare la morte dell'ibrido facendolo cadere dal tetto di vetro sulle corna del teschio di Agujaceratops). Dopo la fuga dei dinosauri dalla villa, Claire, Owen e Maisie vanno a vivere insieme.
Claire Dearing ricompare come una dei sei protagonisti nel film Jurassic World - Il dominio (assieme a Owen Grady, Maisie Lockwood, Alan Grant, Ian Malcolm ed Ellie Sattler), sesto capitolo della serie cinematografica.

### Maisie Lockwood
Compare in: Il regno distrutto (film e libro), Jurassic World Evolution (videogioco), Il dominio (film e libro), Jurassic World: Maisie Lockwood Adventures 1: Off the Grid (libro) e Jurassic World: Maisie Lockwood Adventures 2: The Yosemite Six (libro). È interpretata da Isabella Sermon e doppiata in italiano da Sara Tesei (quinto film) e Luna Iansante (sesto film).
Maisie Lockwood è una dolce ragazzina di circa dieci anni, che vive nella tenuta insieme a Benjamin Lockwood, Eli Mills e la sua badante Iris. Maisie è la prima a scoprire che Mills si è alleato con il dottor Henry Wu e Gunnar Eversol per vendere i dinosauri salvati dall'isola: cerca di dirlo a Lockwood, ma non viene ascoltata. È anche la prima a scoprire l'esistenza dell'Indoraptor, ma Mills per non correre rischi la chiude in camera sua. Lei riesce a fuggire e scopre che Lockwood è morto, ma non sa che è stato proprio Mills a ucciderlo. Insieme a Owen Grady e Claire Dearing fugge dell'Indoraptor, che però riesce a isolarla nella sua camera e sta per ucciderla: a salvarla intervengono prima Owen e poi Blue; sarà proprio quest'ultima a causare la morte dell'ibrido, facendolo precipitare da un tetto di vetro sulle corna di un teschio di Agujaceratops. Durante la fuga, il gruppo si imbatte in Mills, che rivela ai tre come Maisie non sia la vera nipote di Lockwood, ma un clone della figlia di questi, Charlotte, creata per disperazione quando lei morì. Quando i dinosauri intrappolati nei piani di contenimento rischiano di essere sterminati dal gas, è proprio Maisie a salvarli, aprendo i cancelli dello scantinato e facendoli fuggire via, liberando i dinosauri per il mondo e affermando: "Ho dovuto farlo: sono vivi, come me". Infine Maisie viene adottata dai protagonisti Owen e Claire, e i tre vanno a vivere felicemente insieme.
Maisie Lockwood ricompare come una dei sei protagonisti nel film Jurassic World - Il dominio (assieme a Owen Grady, Claire Dearing, Alan Grant, Ian Malcolm ed Ellie Sattler), sesto capitolo della serie cinematografica. Nei successivi quattro anni, ormai è un'adolescente e vive con i suoi genitori adottivi in una casa tra le montagne della Sierra Nevada. Nonostante voglia bene a Owen e Claire, che considera a tutti gli effetti i propri genitori, per lei è molto difficile sopportare di dover vivere isolata, per proteggerla da coloro che sono a conoscenza del suo status di clone. Nel corso degli anni, Maisie ha sviluppato con una giovane Velociraptor, chiamata Beta, la figlia di Blue, lo stesso rapporto che quest'ultima ha con Owen. Un giorno, gli spietati mercenari della Biosyn Corporation la rapiscono e la portano, assieme a Beta, nella sede della compagnia situata tra le Dolomiti italiane, in mezzo alla riserva in cui tengono i dinosauri che catturano in giro per il mondo. Qui, la ragazza incontra personalmente il dottor Henry Wu, che le rivela che, in realtà, Maisie non è stata creata da suo nonno, ed è falso anche che lei sia a tutti gli effetti clone di Charlotte: la donna, grandissima scienziata, desiderava avere un figlio, ma non avendo trovato nessuno con cui condividere la propria vita, decise di usare le tecnologie del Jurassic Park, della quale era la miglior scienziata, per avere Maisie. Purtroppo, poco dopo la nascita della bambina, Charlotte scoprì di avere una patologia genetica terminale, per cui, avendola trasmessa a Maisie, decise di usare nuovamente le tecnologie del parco per curare quest'ultima, che è solo quasi identica, dal punto di vista genetico, a Charlotte. La ragazza, infatti, non è affetta dalla malattia genetica di cui soffriva la madre, ed è per questo che Henry ha bisogno del suo aiuto, dato che, studiando il corpo di Maisie, lo scienziato potrebbe individuare il sistema che Charlotte ha usato per guarirla e così eliminare uno sciame di locuste preistoriche che lui ha liberato per conto di Lewis Dodgson, chiamata piaga. Non fidandosi, la ragazzina libera Beta e scappa dal laboratorio, imbattendosi nel dottor Alan Grant e la cara dottoressa Ellie Sattler, venuti per smascherare i crimini della Biosyn, per poi scappare con i due e ricongiungersi prima con il dottor Ian Malcolm e poi con Owen, Claire e la loro nuova alleata Kayla Watts, venuti a salvarla. Il gruppo di protagonisti quindi riesce a tornare al centro della Biosyn, dove riescono a recuperare Beta e, prima di fuggire, trovano il pentito Henry Wu, che la implora di aiutarlo a salvare il mondo dalla piaga che Dodgson gli ha fatto creare. Maisie accetta e il gruppo dei sopravvissuti, dopo essere scampati per miracolo ad un duro scontro finale tra il Tirannosauro di Isla Nublar, un Therizinosauro e un Giganotosauro, lascia la valle sano e salvo. Qualche tempo dopo, la ragazza e i suoi genitori adottivi, Owen e Claire, riportano Beta da Blue e ricominciano a vivere tra le montagne della Sierra Nevada, ma ora Maisie, grazie a cui Wu è anche riuscito a mettere fine alla piaga, è molto più felice, avendo scoperto che non è stata la disperazione di suo nonno, ma l'amore di sua madre il motivo per cui lei è nata.

### Darius Bowman
Compare in: Jurassic World - Nuove avventure (serie animata), Jurassic World - Nuove avventure: Missione interattiva (film cortometraggio animato) e Jurassic World - Teoria del caos (serie animata). È doppiato in originale da Paul-Mikél Williams e in italiano da Vittorio Thermes.
È il protagonista delle due serie animate (Jurassic World - Nuove avventure e Jurassic World - Teoria del caos) e del film cortometraggio animato (Jurassic World - Nuove avventure: Missione interattiva). Darius Bowman è un giovane campeggiatore di colore che dopo aver vinto un gioco online, ideato dalla Ingen, entra a Campo Cretaceo, il primo campo avventura per adolescenti del parco di Isla Nublar. Conosce ogni cosa relativa i dinosauri, e viene considerato l'esperto del gruppo. Nel corso della quarta stagione viene catturato dal tecnico informatico della "Mantah Corp" Cash, rivelandosi però molto più furbo di lui e riuscendo ad ingannarlo, fino all'arrivo del suo capo. Darius diviene il leader di un gruppo di ragazzi, noto come i "Sei di Nublar". In seguito nella nuova serie animata si trasferisce in una baita in mezzo al bosco e vive frastornato dall'apparente morte di Brooklynn, perché pensa che lui sia il colpevole. Lavorava al dipartimento per proteggere le persone dai dinosauri.

### Brooklynn
Compare in: Jurassic World - Nuove avventure (serie animata), Jurassic World - Nuove avventure: Missione interattiva (film cortometraggio animato) e Jurassic World - Teoria del caos (serie animata). È doppiata in originale da Jenna Ortega in Nuove avventure e da Kiersten Kelly in Teoria del caos e in italiano da Chiara Fabiano.
È la protagonista femminile delle due serie animate (Jurassic World - Nuove avventure e Jurassic World - Teoria del caos) e del film cortometraggio animato (Jurassic World - Nuove avventure: Missione interattiva), e una dei membri di un gruppo, noto come i "Sei di Nublar". Brooklynn è una giovane e affascinante blogger famosa a livello mondiale, con dei capelli rosa. Inizialmente è una ragazza piuttosto fredda, cinica, distaccata, egoista, arrogante, testarda e insicura, ma durante il tempo passato su Isla Nublar diventerà molto più dolce, carina, gentile, altruista, sincera, ragionevole, amorevole, carismatica, amichevole e di buon cuore, intrecciando una profonda amicizia con Kenji Kon nella quale i due si innamorano. Brooklynn appare solo in poche scene della prima stagione della nuova serie animata e nel primo episodio gli spettatori scoprono dispiaciuti che la povera ragazza è apparentemente morta, divorata da un feroce allosauro. Si lascia con Kenji, ha un appartamento segreto e alla fine si scopre che è ancora viva per miracolo e ha perso completamente una mano sinistra. A salvarla è stata Ronnie e anche se sapere che fingere la sua morte avrebbe ferito i suoi cari per la loro sicurezza ha deciso di occuparsi della cosa da sola; entra temporaneamente nell'LDS per sfruttare i contatti di uno dei capi e arrivare a scoprire chi è il Broker, e viene anche soprannominata Sydney. Una volta individuata viene smascherata, ma capendo di poter sfruttare la vicinanza decide di fingere di volersi alleare e lavorare con lei al fine di farla arrestare, anche se ciò significa far credere ai suoi amici che è cambiata.

### Yasmina "Yaz" Fadoula
Compare in: Jurassic World - Nuove avventure (serie animata), Jurassic World - Nuove avventure: Missione interattiva (film cortometraggio animato) e Jurassic World - Teoria del caos (serie animata). È doppiata in originale da Kausar Mohammed e in italiano da Giulia Franceschetti.
È la seconda protagonista femminile delle due serie animate (Jurassic World - Nuove avventure e Jurassic World - Teoria del caos) e del film cortometraggio animato (Jurassic World - Nuove avventure: Missione interattiva), e una dei membri di un gruppo, noto come i "Sei di Nublar". Yasmina "Yaz" Fadoula è una giovane e coraggiosa campeggiatrice che viene rinomata atleta olimpica, soprannominata dai fan "Saetta" per l'incredibile velocità nelle corse. Nella terza stagione, dopo che Sammy rischia la vita a causa degli aculei velenosi dello Scorpios-Rex tenta una corsa contro il tempo per recuperare l'antidoto al veleno dal laboratorio sotterraneo da cui era fuggito lo Scorpios-Rex. Nel corso della quinta e ultima stagione, inizia a prendere consapevolezza dei suoi sentimenti verso Sammy riuscendo infine a dichiararsi. In seguito nella nuova serie animata si trasferisce in una città dove credevano che era impossibile che entrassero i dinosauri, ma dopo l'arrivo degli altri l'incubo diventa di nuovo realtà. Nella città l'imprevedibile Yasmina affronta coraggiosamente con una terapia il suo stress post-traumatico, e sa ancora combattere ed è sempre la ragazza di Sammy.

### Sammy Gutierrez
Compare in: Jurassic World - Nuove avventure (serie animata), Jurassic World - Nuove avventure: Missione interattiva (film cortometraggio animato) e Jurassic World - Teoria del caos (serie animata). È doppiata in originale da Raini Rodriguez e in italiano da Eva Padoan.
È una dei protagonisti delle due serie animate (Jurassic World - Nuove avventure e Jurassic World - Teoria del caos) e del film cortometraggio animato (Jurassic World - Nuove avventure: Missione interattiva), e una dei membri di un gruppo, noto come i "Sei di Nublar". Sammy Gutierrez è la figlia dei proprietari del ranch che forniscono il cibo per i dinosauri del Jurassic World. Costretta da Cash che ricatta la sua famiglia su ordine di Daniel Kon accetta di raccogliere campioni di dinosauro per la Mantah Corp. Durante la quinta e ultima stagione, trova la forza di ribellarsi e di vendicarsi. In seguito nella nuova serie animata è vissuta da sola in Texas nel suo ranch e lo gestisce in solitudine dopo aver che litigato con i suoi genitori, e nella stessa zona ha creato una stalla dove Bumpy. Non ha buoni rapporti con l'odioso proprietario del ranch a fianco di nome Carl, che quest'ultimo nutre un profondo disprezzo per i dinosauri e per Bumpy. Sa combattere ed è ancora la ragazza di Yaz.

### Kenji Kon
Compare in: Jurassic World - Nuove avventure (serie animata), Jurassic World - Nuove avventure: Missione interattiva (film cortometraggio animato) e Jurassic World - Teoria del caos (serie animata). È doppiato in originale da Ryan Potter in Nuove avventure e da Darren Barnet in Teoria del caos e in italiano da Federico Campaiola.
È uno dei protagonisti delle due serie animate (Jurassic World - Nuove avventure e Jurassic World - Teoria del caos) e del film cortometraggio animato (Jurassic World - Nuove avventure: Missione interattiva), e uno dei membri di un gruppo, noto come i "Sei di Nublar". Kenji Kon è un ragazzo simpatico e distratto, suo padre Daniel possiede la parte condominiale dell'isola, e mentre è fuori per affari decide di lasciare il figlio al Campo. Inizialmente è un ragazzo superficiale, testardo, viziato e arrogante, ma nel corso della serie diventa più empatico, sviluppando una profonda amicizia con Darius, che si rompe temporaneamente durante la quinta e ultima stagione a causa delle manipolazioni del suo losco padre. In seguito nella nuova serie animata, Kenji dopo l'arresto del padre, Kenji si lascia con la bella Brooklynn va a vivere da solo in una roulotte in Colorado. Negli anni a seguire sviluppa un talento per l'arrampicata e cerca di avviare un'attività dove insegna ad altri l'arrampicata. Rimane in buoni rapporti con la madre di Darius dato che l'ha ospitato a casa sua quando non aveva nessuno con cui stare, tuttavia litiga nuovamente con Darius ritenendolo responsabile dell'apparente morte di Brookylnn. Al quinto episodio suo padre Daniel sacrifica la propria vita per salvare lui stesso e Darius.

### Ben Fitzgerald Pincus
Compare in: Jurassic World - Nuove avventure (serie animata), Jurassic World - Nuove avventure: Missione interattiva (film cortometraggio animato) e Jurassic World - Teoria del caos (serie animata). È doppiato in originale da Sean Giambrone e in italiano da Tito Marteddu.
È uno dei protagonisti delle due serie animate (Jurassic World - Nuove avventure e Jurassic World - Teoria del caos) e del film cortometraggio animato (Jurassic World - Nuove avventure: Missione interattiva), e uno dei membri di un gruppo, noto come i "Sei di Nublar". Ben Fitzgerald Pincus è un giovane campeggiatore ed è spesso troppo drammatico e spaventato da tutto. Viene invitato grazie a sua madre, la quale crede che un'avventura del genere possa aiutarlo a crescere e a superare certe fasi. Durante l'avventura sull'isola instaura un'amicizia con un giovane Anchilosauro che chiamerà Bumpy inoltre diventerà più sicuro di sé e coraggioso. Durante la terza stagione, decide di rimanere su Isla Nublar con Bumpy ma in seguito cambia idea e si unisce al resto del gruppo nel tentativo di lasciare l'isola. Nella quinta e ultima stagione, dopo che a Bumpy è stato iniettato un chip per il controllo mentale, grazie all'amicizia che li lega, riesce a dare al giovane Anchilosauro la forza di ribellarsi. In seguito nella nuova serie animata è il primo a pensare che qualcuno voglia dare la caccia a loro ed è anche il primo a pensare che la tragica morte di Brooklynn non era altro che un incidente in cui aveva perso la sua mano sinistra. Ben ha frequentato anche l'università ed è sempre il membro più alto dei Sei di Nublar.

## Personaggi secondari

### John Hammond
Compare in: Jurassic Park (libro, film e LEGO videogioco), Il mondo perduto (film e LEGO videogioco), Jurassic Park III (citazione), Jurassic World (citazione e statua), Il regno distrutto (citazione), Jurassic World Evolution (videogioco) e Jurassic World Evolution 2 (videogioco). Interpretato da Richard Attenborough, doppiato in Italia da Cesare Barbetti.
John Hammond è un anziano uomo d'affari e imprenditore che ha ideato Jurassic Park e il fondatore della società InGen. Nel romanzo Jurassic Park è inizialmente descritto come un personaggio avido, pomposo, arrogante, indifferente, ambizioso, ingannevole, delirante, eccentrico e interessato solamente ai profitti e ai dinosauri, ed è antagonista principale del primo romanzo. Alla fine del libro dichiara di essere intenzionato a ricreare il parco pensando di poter correggere gli errori commessi fin lì e addossando le colpe unicamente allo staff (non solo a Nedry) mostrando di non aver imparato nulla dalla terrificante esperienza. Tuttavia mentre passeggia per il parco, apparentemente rimesso in sicurezza, viene spaventato dal ruggito del Tirannosauro (in realtà trattasi del nipote che per scherzo ne imita il verso al microfono del parco) e nel tentare la fuga nella foresta cade rompendosi una gamba. Malgrado tenti di rialzarsi e gridi aiuto nessuno lo sente e viene infine attaccato e sbranato dai Procompagnatus. Verrà menzionato brevemente nel romanzo sequel Il mondo perduto. Crichton lo ha descritto come "il lato oscuro di Walt Disney".
Nella sua controparte cinematografica, invece, è un capitalista gentile, gioviale e carismatico, che sembra meno interessato al profitto e più comprensivo; alla fine del film sopravvive (imparando anche dai suoi errori) e compare ancora all'inizio e alla fine del secondo film. Nel film Jurassic World viene solo menzionato, in quanto ormai è defunto; tuttavia, il suo parco è finalmente diventato realtà. Nel successivo film Jurassic World - Il regno distrutto, si scoprirà la sua collaborazione con il suo vecchio socio Benjamin Lockwood, con il quale estrasse il primo DNA dalle zanzare intrappolate nell'ambra. Il rapporto di amicizia e collaborazione fra i due si ruppe quando dopo un incidente d'auto e la conseguente morte della figlia di Lockwood, quest'ultimo la fece clonare spacciandola per la nipote; Hammond infatti era contrario alla clonazione umana.

### Sarah Harding
Compare in: Il mondo perduto (libro, film e LEGO videogioco) e Jurassic World Evolution (videogioco). Nel film è interpretata da Julianne Moore e, nella versione italiana, è doppiata da Pinella Dragani.
Nel romanzo, la dottoressa Sarah Harding è un'etologa (comportamentalista animale) specializzata in predatori africani.
Il suo personaggio è un paleontologo comportamentale, un "paleo-etologo", piuttosto che una semplice comportamentista animale, specializzata nel comportamento genitoriale dei dinosauri. Lei e il professor Ian Malcolm hanno avuto una relazione per un periodo, durante la quale, a un certo punto, ha affermato di essere innamorata di lui. La relazione non ha funzionato, sebbene siano rimasti amici molto intimi. Nel romanzo, è ritratta come intelligente, tenace e calma, e usa buon senso e praticità nelle situazioni pericolose, mettendo al primo posto la sicurezza dei suoi colleghi e in grado di escogitare modi per farli sopravvivere e fuggire da Isla Sorna. Nel film, il personaggio di Sarah Harding si fonde con quello di Richard Levine e il suo rapporto con Malcolm è più profondo, poiché si erano messi insieme dopo gli eventi del primo film e rimangono insieme per tutto il secondo film. È ritratta come intelligente, vivace, gentile e allegra, ma anche più impulsiva rispetto al romanzo e troppo desiderosa di interagire con gli animali, mettendo spesso in pericolo sé stessa e gli altri, come quando accarezza un cucciolo di Stegosauro e viene attaccata dai genitori, e compassionevole nei confronti dei dinosauri, liberando gli esemplati catturati dalla InGen e curando la zampa fratturata di un cucciolo di T-Rex.

### Nick Van Owen
Compare in: Il mondo perduto (libro, film e LEGO videogioco) e Jurassic World Evolution (videogioco). È interpretato da Vince Vaughn e doppiato in italiano da Vittorio De Angelis.
È un documentarista esperto e fotografo di campo, membro della spedizione di Malcolm per Isla Sorna. È l'unico membro del suo team ad essere avvertito da Hammond della spedizione della InGen e si intrufola nel loro accampamento per liberare i dinosauri catturati e salvare il cucciolo di T-Rex da Roland Tembo, portando a uno scontro con i genitori che blocca entrambe le squadre sull'isola. Mentre le squadre si uniscono ed elaborano un piano di fuga, Nick si guadagna facilmente il tacito rispetto dei rudi uomini della InGen, come in una scena in cui quando motiva senza sforzo gli uomini mentre Peter Ludlow fallisce. La sua natura attivista entra in conflitto con lo stile da cacciatore di Roland, e in seguito cambia di nascosto le munizioni di quest'ultimo per assicurarsi che non uccida i T-Rex adulti. Quando il gruppo raggiunge il complesso InGen dell'isola, è Nick a superare i velocirapotor e a usare la radio per chiamare i soccorsi. Viene visto per l'ultima volta sul primo elicottero di evacuazione in partenza da Isla Sorna, insieme al resto della squadra di Malcolm. Non è presente nel successivo incidente a San Diego.

### Paul Kirby
Compare in: Jurassic Park III (film, libro e LEGO videogioco) e Jurassic World Evolution (videogioco). È interpretato da William H. Macy e, nella versione italiana, è doppiato da Antonio Sanna.
Paul Kirby è un piccolo imprenditore, proprietario del negozio di ferramenta Kirby Vernici e Ceramica Plus. Dopo la scomparsa del figlio Eric, chiede aiuto al Dott. Grant fingendosi un ricco uomo d'affari, proprietario della Kirby Enterprises, e promettendogli falsamente di finanziare il sito di scavi in cambio di un tour in aereo a Isla Sorna, dove cerca il figlio scomparso insieme alla sua ex moglie Amanda. Quando lo Spinosauro attacca il gruppo nel fiume, Paul usa sé stesso come esca per permettere agli altri di fuggire e Grant ne approfitta per sparare ai barili vicini allo Spinosauro con una pistola spara-razzi, facendoli esplodere. Paul sopravvive all'incidente e fugga dall'isola con gli altri, riconciliandosi con Amanda.

### Amanda Kirby
Compare in: Jurassic Park III (film, libro e LEGO videogioco) e Jurassic World Evolution (videogioco). È interpretata da Téa Leoni e, nella versione italiana, è doppiata da Eleonora De Angelis.
Amanda è la madre di Eric e la ex moglie di Paul, che accompagna la squadra di ricerca a Isla Sorna per cercare il figlio scomparso e il suo fidanzato Ben Hildebrand. Unica femmina del gruppo, finge di essere ancora sposata con Paul, fingendosi una milionaria amante dell'avventura per convincere il Dott. Grant a fargli da guida. Per gran parte del film, Amanda litiga spesso con Paul e ignora gli avvertimenti del Dott. Grant di stare zitta, poiché le sue forti urla attirano l'attenzione di carnivori come lo Spinosauro e i Raptor. Sconvolta per aver trovato il cadavere di Ben, Amanda si riconcilia con Paul e ammette di essere più preoccupata per il benessere di Eric, riuscendo a trovarlo dopo diverse avventure e, alla fine del film, inizia a seguire di più i consigli di Alan, diventando meno spericolata. Quando il gruppo viene messo alle strette dal branco dei Raptor, viene affrontata da una madre e restituisce le uova rubate. Viene salvata insieme a Paul, Eric, Grant e il suo assistente Billy.

### Billy Brennan
Compare in: Jurassic Park III (film, libro e LEGO videogioco) e Jurassic World Evolution (videogioco). È interpretato da Alessandro Nivola e, nella versione italiana, è doppiato da Fabrizio Manfredi.
Assistente di Alan Grant, Billy è un giovane ed entusiasta studente laureato che lavora negli scavi del Dott. Grant a Fort Peck Lake, nel Montana. Quando Paul Kirby si spaccia per un ricco uomo d'affari, convince Alan ad accettare il viaggio sull'isola, attirato dalla prospettiva dei finanziamenti offerti dai coniugi Kirby. Si dimostrerà molto serio riguardo la sua carriera, disposto a rubare delle uova di Raptor, pensando di poterle rivendere per finanziare gli scavi per un altro decennio, ma per questo lui e il gruppo saranno braccati dall'intero branco. Questo alla fine porta Grant a perdere ogni rispetto nei suoi confronti. Più tardi, Billy, ferito internamente, si redime agli occhi di Alan salvando Eric dagli Pteranodonti, ma si separa dagli altri e viene dato per morto. Tuttavia, alla fine del film, quando i Marines salvano Alan e gli altri, Billy è a bordo di uno degli elicotteri su una barella e restituisce ad Alan il suo cappello.

### Barry Sembène
Compare in: Jurassic World (film, libro e LEGO videogioco), Jurassic World Evolution (videogioco), Jurassic World Evolution 2 (videogioco), Il dominio (film e libro) e Jurassic World - Teoria del caos (serie animata). È interpretato da Omar Sy e, nella versione italiana, è doppiato da Simone Mori.
Barry Sembène è l'assistente e amico di Owen Grady, e fa parte della squadra chiamata i Raptor Squad. Guida un ATV durante la caccia dei raptor per l'Indominus, ed è il primo a rendersi conto che i raptor stanno comunicando con esso. Successivamente viene inseguito da Blue e si ripara all'interno di un tronco cavo per protezione. Tenta di romperlo, facendogli estrarre la pistola in difesa. Incapace di convincersi a sparare a Blue, chiama invece il suo nome. Questo riaccende brevemente il loro legame, ma lei riprende l'attacco. Owen riesce a distrarre Blue, permettendo a Barry di scappare. Successivamente fugge dall'isola con altri sopravvissuti.

### Benjamin Lockwood
Compare in: Il regno distrutto (film e libro), Jurassic World Evolution (videogioco) e Il dominio (citazione). È interpretato da James Cromwell e doppiato in italiano da Dario Penne.
Quando John Hammond fondò la InGen, l'azienda che clona i dinosauri dall'antico DNA, Benjamin Lockwood era il suo partner. Lockwood perse la figlia Maisie in un incidente d'auto e, vista la sua mancanza, la clonò, spacciandola per la sua dolce nipotina. Hammond, contrario alla clonazione umana, si allontanò da Lockwood e i due non tornarono più soci. Vive in una tenuta lontana dal resto della città. La sua tenuta è piena di scheletri e modellini di dinosauri, e nei sotterranei ci sono un laboratorio e delle gabbie per dinosauri.

### Zia Rodriguez
Compare in: Il regno distrutto (film e libro), Jurassic World Evolution (videogioco) e Il dominio (film e libro). È interpretata da Daniella Pineda e doppiata in italiano da Gaia Bolognesi.
Zia Rodriguez fa parte del Dinosaur Protection Group. Come Franklin lavorava a Jurassic World, dove faceva la paleoveterinaria. Su Isla Nublar si unisce a Owen nella ricerca di Blue, dimostrando un grande coraggio nell'affrontare Ken Weatlhey dopo che egli spara a Owen narcotizzandolo. Viene catturata dai mercenari e portata sulla nave da carico, dove assieme a Owen, Claire e Franklin cerca di salvare Blue, riuscendo a estrarre dal fianco della raptor il proiettile che l'aveva ferita dopo aver trasfuso nel suo corpo il sangue del t-rex. Nel laboratorio della tenuta di Lockwood Zia rivela a Henry Wu di aver compiuto una trasfusione dal Tyrannosaurus poco prima che il genetista venga narcotizzato da Franklin. I due ragazzi poi liberano Blue, che uccide i soldati e fa fuoriuscire del gas infiammabile da dei serbatoi, facendo esplodere il laboratorio. Sia Blue che Zia e Franklin si salvano. Alla fine del film lei e Franklin si ricongiungono a Owen, Claire e Maisie.

### Kayla Watts
Compare in: Jurassic World Evolution 2 (videogioco) e Il dominio (film e libro). È interpretata da DeWanda Wise e doppiata in italiano da Benedetta Degli Innocenti.

### Ramsay Cole
Compare in: Jurassic World Evolution 2 (videogioco) e Il dominio (film e libro). È interpretato da Mamoudou Athie e doppiato in italiano da Emanuele Ruzza.

### Roxie
Compare in: Jurassic World - Nuove avventure (serie animata). È doppiata in originale da Jameela Jamil e in italiano da Gaia Bolognesi.
Roxie responsabile dei ragazzi durante l'avventura al Campo Cretaceo e paleontologa. È una donna comprensiva ma ligia al dovere e fedele al regolamento. Durante la prima stagione è costretta insieme con il collega ad abbandonare i ragazzi su Isla Nublar.

### Dave
Compare in: Jurassic World - Nuove avventure (serie animata). È doppiato in originale da Glen Powell e in italiano da Flavio Aquilone.
Dave è il responsabile dei ragazzi durante l'avventura al Campo Cretaceo e paleontologo. È un uomo giovane e ingenuo che spesso si arrende subito quando incontra una difficoltà. Durante la prima stagione è costretto insieme a Roxie ad abbandonare Isla Nublar lasciando i ragazzi a cavarsela da soli.

### Mea Turner
Compare in: Jurassic World - Nuove avventure (serie animata). È doppiata in originale da Kirby Howell-Baptiste.
La dottoressa Mea Turner è un'ignara ricercatrice della società bioingegneristica Mantah Corp, studia il comportamento dei dinosauri. Ha un legame con un kentrosauro di nome Pierce. Durante la quinta stagione, inizialmente, collabora con Cash e Daniel perché costretta, ma durante la sua permanenza su Isla Nublar, riesce ad eludere il suo capo. In seguito incontra per caso Roxie, Dave e Brandon e li aiuta a salvare i ragazzi.

### Brandon Bowman
Compare in: Jurassic World - Nuove avventure (serie animata) e Jurassic World - Teoria del caos (serie animata). È doppiato in originale da Benjamin Flores Jr. e in italiano da Gabriele Vender.
Brandon Bowman è il fratello maggiore di Darius. Nei mesi dopo la distruzione del parco riceve una telefonata da Darius e decide di mettersi alla ricerca di suo fratello. Nella quinta stagione chiede aiuto a Roxie e a Dave per raggiungere Isla Nublar a causa del rifiuto del governo, ma non ottenendo risultati crede che il fratello minore sia morto, fino a quando non incontra la dottoressa Mae Turner dalla quale apprende non solo che il fratello è ancora vivo ma che è riuscito insieme al resto del gruppo a fuggire dall'isola. Alla fine della serie si reca insieme a Roxie, Dave e a Mae sull'isola della Mantah Corp dove riabbraccia Darius.

## Bambini e ragazzi

### Timothy Murphy
Compare in: Jurassic Park (libro, film e LEGO videogioco), Il mondo perduto (film), Jurassic Park: Redemption (fumetto) e Jurassic World Evolution (videogioco). Nel film è interpretato da Joseph Mazzello con la voce italiana di George Castiglia (primo film), Alessio De Filippis (secondo film).
Timothy "Tim" Murphy è il fratello di Lex Murphy e il nipotino di John Hammond. Nel romanzo, è descritto come un ragazzo con gli occhiali di circa 11 anni che ha un interesse per i dinosauri e i computer. La sua rapidità di pensiero e la conoscenza enciclopedica dei dinosauri aiutano il gruppo più volte, ed è determinante nello scoprire che i dinosauri sono fuggiti dall'isola, oltre a riguadagnare i mezzi per avvertire la terraferma. Il ruolo del ragazzo è fondamentale in diverse occasioni, come scoprire che i dinosauri stanno per lasciare il continente e prevenire il rischio. Inoltre è colui che riattiva la corrente nel parco. La sua esperienza riguardo ai dinosauri rivaleggia con quella di Alan Grant ed è superiore a quella di Henry Wu, lo scienziato che ha creato i dinosauri. Già familiare con il suo lavoro prima che si incontrassero, Tim stringe quasi immediatamente un'amicizia con Grant, che osserva "è difficile non amare qualcuno così interessato ai dinosauri". Ha un rapporto molto complicato con i suoi familiari, specialmente il padre che non comprende i suoi hobby e favorisce Lex in quanto a quest’ultima piacciono gli sport all’aria aperta. La stessa sorella, condividendo i pensieri del padre, passa gran parte del libro a prendere in giro Tim, soprattutto per la sua passione per i dinosauri. Nel romanzo sequel, Il mondo perduto, Tim viene menzionato solo da Ed James come all'inizio del college.
Nel film di Spielberg, Tim diventa il fratello minore di Lex (le loro età vengono scambiate) e alcuni aspetti della sua personalità e del suo ruolo nella storia vengono assegnati a Lex. Tim è ancora il bambino interessato ai dinosauri, ma tutta la sua conoscenza del computer è data a Lex. Ciò è stato fatto in modo che Spielberg potesse lavorare specificamente con l'attore Joseph Mazzello, che era più giovane di Ariana Richards, e per trasformare Lex in un personaggio più forte. Inoltre, a differenza della sua controparte romanzata, Tim non ha mai indossato occhiali nell'adattamento cinematografico. Mazzello aveva già fatto un provino per un ruolo in Hook - Capitan Uncino di Spielberg, ma era considerato troppo giovane. Spielberg ha promesso di scritturare Mazzello in un film futuro.
Nel romanzo e nell'adattamento cinematografico, i genitori di Tim e Lex stanno per divorziare. Come Lex, anche Tim fa un cameo nel secondo film durante la visita di Ian Malcolm a John Hammond.

### Alexis Murphy
Compare in: Jurassic Park (libro, film e LEGO videogioco), Il mondo perduto (film), Jurassic Park: Redemption (fumetto) e Jurassic World Evolution (videogioco). È interpretata da Ariana Richards con la voce di Valeria De Flaviis.
Alexis "Lex" Murphy è la sorella di Tim Murphy e la nipote di John Hammond. Nel Jurassic Park non si interessa ai dinosauri, e passa gran parte del tempo a discutere con Tim. È un'appassionata di computer e si definisce un "hacker". È lei che riesce a riattivare la corrente nel parco. 
Nel film di Spielberg del 1993 i suoi rapporti con Tim sono migliori.

### Kelly Curtis Malcolm
Compare in: Il mondo perduto (libro, film e LEGO videogioco) e Jurassic World Evolution (videogioco). Nel film è interpretata da un'attrice debuttante, Vanessa Lee Chester ed in Italia è doppiata da Azzurra Antonacci.
Kelly Curtis Malcolm è la migliore della sua classe, a parte R.B. "Arby" Benton. Assieme lavorano per il professor Richard Levine. Un giorno fuori da scuola, incontrano Ed James il quale in seguito capisce che i due stanno lavorando a un progetto per il dottor Levine. Viaggia di nascosto verso Isla Sorna e lì incontra il suo idolo personale, Sarah Harding, che le insegna a maneggiare un fucile.
Nel romanzo, Kelly è una ragazza di 13 anni che è affascinata dalla scienza e idolatra la dottoressa Sarah Harding. Richard Levine, consapevole di essere seguito da Ed James, assume Kelly e Arby come suoi assistenti per fare commissioni per lui prima della sua spedizione a Isla Sorna. Quando Kelly ha saputo che Sarah sarebbe stata in viaggio, ha deciso di intrufolarsi a bordo di una roulotte trasportata sull'isola insieme ad Arby. Mentre è sull'isola, Kelly riesce a sparare a un Velociraptor con un fucile specializzato con dardi velenosi e un secondo raptor, salvando il suo insegnante Richard Levine. In seguito ha aiutato Sarah Harding a salvare la loro moto da un altro raptor e individuare un tunnel di servizio, consentendo ai sopravvissuti di scappare dai raptor.
L'adattamento cinematografico la ritrae come afroamericana, un tratto condiviso da Arby, che non appare nella versione cinematografica. Nel film, Kelly è stata abbandonata da sua madre dopo che i suoi genitori si sono separati e ha una relazione tesa con Malcolm. Dimostra un'intelligenza particolare per una giovane della sua età, ad esempio quando esprime rimorso per aver disobbedito al padre e averlo seguito di nascosto su Isla Sorna quando invece avrebbe dovuto ascoltarlo e rimanere a casa. È anche un'eccellente ginnasta, abilità grazie alla quale riesce a salvare il padre dall'attacco di un Velociraptor.

### Eric Kirby
Compare in: Jurassic Park III (film, libro e LEGO videogioco) e Jurassic World Evolution (videogioco). È interpretato da Trevor Morgan e, nella versione italiana, è doppiato da Giulio Renzi Ricci.
Figlio di Paul e Amanda, scompare sull'isola all'inizio della storia. Salva Alan Grant dall'attacco di un branco di raptor e si scopre che era riuscito a sopravvivere per otto settimane sull'isola costruendosi un rifugio con grande abilità, coraggio, astuzia e intelligenza. 
Salva Alan dai Velociraptor e lo conduce nel suo rifugio, poi i due si ricongiungono con i loro compagni. Dopo essere scappati dallo Spinosaurus, i cinque giungono in una voliera dove Eric viene rapito da uno Pteranodon, ma viene salvato da Billy. Lascia l'isola insieme ai superstiti del gruppo.

### Gray Mitchell
Compare in: Jurassic World (film, libro e LEGO videogioco) e Jurassic World Evolution (videogioco). È interpretato da Ty Simpkins e doppiato in italiano da Gabriele Caprio.
Gray Mitchell è il nipote undicenne di Claire, il fratello minore di Zach e un visitatore di Jurassic World. Grande appassionato di dinosauri si dirige insieme al fratello Zach al Jurassic World, ospitati dalla Zia Claire Dearing, responsabile delle operazioni del parco di Jurassic World. È noto per il suo comportamento entusiasta e la sua ossessione per il parco, con fastidio di Zach. È anche preoccupato e sconvolto dall'imminente divorzio dei suoi genitori. Lui e Zach, non rispettando l'evacuazione del parco, nella foresta vengono assaliti dall'Indominus rex, che distrugge la girosfera e li insegue, battendo in ritirata solo dopo che i due ragazzi saltano da una cascata. Gray e Zach scappano saltando da una cascata e successivamente trovano i resti in decomposizione del Centro Visitatori dell'originale Jurassic Park. Lavorando insieme, i fratelli riavviano una vecchia Jeep e tornano al resort attuale, dove trovano Claire e Owen Grady. Più tardi, durante lo scontro finale tra i raptor di Owen e L'Indominus, Gray convince Claire a far rilasciare a Lowery il Tirannosauro affermando che hanno bisogno di "più denti" per sconfiggere l'Indominus. Gray e suo fratello sopravvivono alla loro prova a Jurassic World e si riuniscono ai loro genitori alla fine del film.
Gray inizialmente è stato scritto come un bambino con autismo, ma questo tratto è stato rimosso dalla sceneggiatura finale. L'interprete Ty Simpkins ha eseguito tutte le sue acrobazie ad eccezione del salto alla cascata.

### Zach Mitchell
Compare in: Jurassic World (film, libro e LEGO videogioco) e Jurassic World Evolution (videogioco). È interpretato da Nick Robinson e doppiato in italiano da Mirko Cannella.
Zachary "Zach" Mitchell è il nipote sedicenne di Claire, il fratello maggiore di Gray e un visitatore di Jurassic World. Quando i fratelli arrivano per la prima volta, Zach è infastidito e imbarazzato dall'entusiasmo di Gray per le mostre sui dinosauri e per lo più lo ignora. Quando Gray si arrabbia per l'imminente divorzio dei loro genitori, Zach rimane indifferente, ordinando al fratellino di crescere. I due ragazzi abbandonano presto l'assistente di Claire, Zara, per esplorare il parco da soli, e Zach diventa un po' più divertito dal parco. Ha una ragazza, anche se controlla costantemente le ragazze al parco, con fastidio di Gray.
I ragazzi salgono a bordo della girosfera, ma quando Claire ordina a tutti gli ospiti di tornare al resort, Zach convince Gray a rimanere sul campo e guida il veicolo in un'area riservata, dove incontrano l'Indominus. Quando attacca il veicolo, Zach e Gray saltano da una cascata per scappare. Si imbattono nei resti in decomposizione del Centro Visitatori dell'originale Jurassic Park, dove Zach ripara una vecchia jeep e li riporta nell'area del resort, dove si riuniscono con Claire. Zach è impressionato da Owen Grady, definendolo "un vero duro". Lui e Gray ripristinano il loro legame durante la crisi e si riuniscono ai loro genitori.

### Franklin Webb
Compare in: Il regno distrutto (film e libro), Jurassic World Evolution (videogioco) e Il dominio (film e libro). È interpretato da Justice Smith e doppiato in italiano da Alex Polidori.
Franklin Webb è un giovane membro del Dinosaur Protection Group, dove lavora come tecnico in quanto esperto di computer (era stato convinto dal padre a lavorare lì perché avrebbe "imparato a comunicare"). Arriva su Isla Nublar con Claire, Zia, Owen e i mercenari, riesce a far ripartire la corrente elettrica per riuscire a localizzare i dinosauri con il computer e rimane nella struttura insieme a Claire. Qui durante l'eruzione vulcanica lui e Claire vengono attaccati da un Baryonyx, riuscendo a salvarsi e a ricongiungersi con Owen. Nella tenuta di Lockwood è proprio Franklin a narcotizzare Wu e a liberare Zia, per poi fuggire con lei dal laboratorio distrutto dalle esplosioni. Lui e Zia si ricongiungono con Owen, Claire e Maisie alla fine del film.

### Hudson Harper
Compare in: LEGO Jurassic World - La leggenda di Isla Nublar (serie animata) e LEGO Jurassic World - Doppio pericolo! (film speciale animato). È doppiato in originale da Nicholas Holmes.
Hudson Harper è uno dei protagonisti della serie animata LEGO Jurassic World - La leggenda di Isla Nublar e del film speciale d'animazione LEGO Jurassic World - Doppio pericolo! (in cui il personaggio è apparso in più episodi). È il più grande fan di Owen Grady e un amante dei dinosauri in cui si comporta come una sorta di fratello dei velociraptor e ha una stretta amicizia con tutti nel parco.
Hudson è venuto a Jurassic World in viaggio per vedere il suo idolo, Owen Grady , e per vedere i dinosauri di persona. Immediatamente, Hudson sviluppa un'amicizia speciale con tutti al parco; continuava a raccontare a tutti fatti sui dinosauri e loro lo adoravano. Quando Owen era in missione pericolosa, si è preso cura dei raptor e loro lo adorano. Nella sua apparizione nell'episodio successivo, lui, Owen e Claire Dearing esplorarono una "caverna infestata", per la quale espresse preoccupazione, e quando raccolse l'attrezzatura, pensò che fosse una scena di omicidio di massa. Quando un cucciolo di ibrido T-Rex arrivò da loro, Owen disse che era il suo luogo di nidificazione, e i tre lo calmarono. Con un gesto eroico e generoso, ha aiutato la dottoressa Allison Miles a impedire a Danny Nedermeyer (il nipote di Dennis Nedry) e Sinjin Prescott di distruggere Jurassic World e, nel film speciale d'animazione, ha salvato coraggiosamente il mondo intero e sconfiggendo una sadica e malvagia intelligenza artificiale, conosciuta come il Computer Interface. Ha provato anche a far saltare in aria l'isola, cosa che avrebbe causato accidentalmente altre migliaia di morti.

## Antagonisti

### Lewis Dodgson
Compare in: Jurassic Park (libro e film), Jurassic Park: The Game (citazione), Il mondo perduto (libro), Jurassic Park: Redemption (fumetto), Jurassic World Evolution (videogioco), Jurassic World - Nuove avventure (serie animata), Jurassic World Evolution 2 (videogioco), Il dominio (film e libro) e Jurassic World - Teoria del caos (serie animata). È interpretato da Cameron Thor (nel primo film), da Campbell Scott (nel sesto film) ed è doppiato da Adam Harrington (nelle due serie animate), nella versione italiana della serie cinematografica ha la voce di Simone Mori (nel primo film), di Massimo Rossi (nel sesto film) e di Francesco Prando (nelle due serie animate).
Il dottor Lewis Dodgson è il principale antagonista dell'intera saga di Jurassic Park, e un uomo d'affari e genetista ambizioso, freddo, spietato, pratico e riservato, che non ha paura di intraprendere azioni immorali. Lavora per la Biosyn Corporation, un'azienda che rivaleggia con quella di John Hammond, compreso quella con la InGen, nonché arcinemico personale dei tre protagonisti più importanti della serie: Alan Grant, Ian Malcolm ed Ellie Sattler. Dodgson è descritto anche come specializzato in reverse engineering. Il personaggio compare come antagonista principale nel romanzo sequel Il mondo perduto, e si reca a Isla Sorna nel tentativo di raccogliere uova di dinosauro fecondate e venderle.
Dodgson fa solo una breve apparizione come antagonista minore nel primo capitolo della serie cinematografica in cui incontra l'avido e disonesto tecnico Dennis Nedry a San Jose, in Costa Rica, e gli dà un compenso e un dispositivo per il trasferimento di quindici embrioni travestito da una bomboletta di crema da barba. Per il secondo film, Dodgson viene sostituito da Peter Ludlow. Il personaggio è comparso anche nella serie animata Jurassic World - Nuove avventure, in cui si dimostra interessato a finanziare lo sviluppo dei chip di controllo sui dinosauri creati dal presidente della Mantah Corp, Daniel Kon.
Lewis Dodgson compare nuovamente come antagonista principale nel film Jurassic World - Il dominio (sesto capitolo della serie cinematografica). Ormai invecchiato è riuscito successivamente a convincere il governo della Costa Rica a lasciare che i dinosauri liberi di girare per il mondo trovino una casa nella Biosyn Valley situata tra le Dolomiti, ma in realtà è uno dei maggiori trafficanti di dinosauri sul mercato nero, lavorando insieme con i suoi complici: Soyona Santos (una trafficante di dinosauri) e Rainn Delacourt (un bracconiere). Con l'aiuto del riluttante dottor Henry Wu ha creato delle pericolose locuste giganti con l'intento di dominare il mercato agrario, ma quando la situazione sfugge al suo controllo, tenta la fuga nell'hyperloop e la distruzione delle prove circa la sua colpevolezza, portando con sé la stessa bomboletta che contiene gli embrioni di dinosauri lasciando morire gli altri colleghi in modo da poter ricominciare tutto da capo e formulare una nuova trama a scopo di lucro, ma sfortunatamente viene però raggiunto e sbranato dai tre dilofosauri (lo stesso destino che Dennis Nedry ha subito quasi ventinove anni prima), ponendo fine ai suoi malvagi progetti una volta per tutte. Dodgson è ricomparso anche nella serie animata Jurassic World - Teoria del caos (ambientata prima degli eventi del film Il dominio).

### Henry Wu
Compare in: Jurassic Park (libro, film e LEGO videogioco), Jurassic Park: Redemption (fumetto), Jurassic World (film, libro e LEGO videogioco), LEGO Jurassic World: L'evasione di Indominus Rex (film cortometraggio animato), Il regno distrutto (film e libro), Jurassic World Evolution (videogioco), The Evolution of Claire (libro), LEGO Jurassic World - La leggenda di Isla Nublar (serie animata), LEGO Jurassic World - Doppio pericolo! (film speciale animato), Jurassic World - Nuove avventure (serie animata), Jurassic World Evolution 2 (videogioco) e Il dominio (film e libro). È interpretato da BD Wong ed è doppiato da Vincent Tong e da Greg Chun (nelle serie animate), nella versione italiana della serie cinematografica ha la voce di Loris Loddi (nel primo, quarto e quinto film) e di Andrea Lavagnino (nel sesto film e nella serie animata).
Il dottor Henry Wu è l'antagonista secondario e antieroe dell'intera saga di Jurassic Park, e un giovane e brillante genetista che vive in California. Deciso a intraprendere la carriera di ricercatore, consegue un dottorato, ma John Hammond, direttore della InGen, lo assume per clonare dinosauri a Isla Nublar, dove intende creare un parco di divertimenti unico al mondo. Wu, deciso a diventare famoso nel mondo scientifico, accetta la generosa offerta, e clona quindici specie di dinosauri e di piante arcaiche, ricreando il mondo giurassico, anche se con numerose alterazioni genetiche, come la dipendenza degli animali dall'amminoacido chiamato lisina. Quando il parco sta per aprire, esprime i propri dubbi sugli animali che ha creato, sostenendo che siano troppo aggressivi e dannosi per i visitatori, ma Hammond non concorda con lui. Quando i dinosauri riescono a evadere a seguito di un sabotaggio compiuto da Dennis Nedry, nell'agosto del 1989, il dottor Wu viene attaccato e ucciso da un Velociraptor verso la fine del libro. Il dottore cerca di salvare la giovane Ellie Sattler, rimasta fuori dal laboratorio, dall'imminente attacco dei raptor tenendogli aperta la porta per farla rientrare. Purtroppo per lui la sua azione, unita all'imprudenza della ragazza che ignora i suoi avvertimenti e non rientra nel laboratorio in tempo, gli costa la vita. Un raptor infatti riesce a scalare la recinzione e a saltare giù dal tetto aggredendo e sbranando il genetista.
Nel primo adattamento cinematografico, Henry Wu appare solamente nella scena del laboratorio genetico come da personaggio minore, dove spiega le caratteristiche dei dinosauri creati dal suo staff, e a differenza del romanzo sopravvive incolume, avendo lasciato l'isola con il resto del personale prima dell'incidente. Nel romanzo inoltre il ruolo di Wu è molto partecipe e importante rispetto alla comparsata del film.
Henry Wu ritornerà nuovamente come antagonista terziario nel film Jurassic World, quarto capitolo della saga di Jurassic Park, in cui il proprietario del parco, Simon Masrani, gli intima di porre un freno al suo operato avendo visto le conseguenze della creazione dell'Indominus rex. Alla fine riesce a lasciare l'isola in elicottero con l'aiuto di Hoskins portando via con sé gli embrioni di dinosauro.
Nel quinto film (sempre da antagonista terziario del film), fa recuperare il DNA dell'Indominus Rex per realizzare il nuovo ibrido Indoraptor, di cui sarà contrario alla vendita al mercato nero perché solo un prototipo non ancora perfezionato. Viene messo in salvo dai mercenari di Mills dopo aver perso i sensi nel suo laboratorio a causa di un tranquillante sparatogli da Franklin Webb mentre quest'ultimo liberava dalla gabbia il velociraptor Blue assieme a Zia Rodriguez. Anche questa volta gli embrioni di dinosauro vengono prelevati dai suoi assistenti garantendogli il proseguimento delle ricerche.
Il dottor Henry Wu ricompare per l'ultima volta nel sesto film della serie cinematografica. Nei tre anni successivi all'incidente alla Villa Lookwood, il genetista è entrato a servizio del malvagio dottor Lewis Dodgson, presidente della Biosyn Corporation, e storico rivale di John Hammond. Lavorando per quest'ultimo, Henry produce una nuova specie di locuste preistoriche geneticamente modificate, dando inizio ad un disastro ecologico quando esse, lasciate libere in modo che distruggano unicamente i campi delle compagnie rivali alla Biosyn Corporation iniziano a divorare indistintamente tutte le strutture agricole, senza possibilità di essere fermate. Per porre rimedio al suo errore, Henry fa portare da lui la dolce Maisie, rivelandole la verità su sua madre e su come lei possa essere la chiave per salvare il mondo dalla piaga da lui creata. Alla fine, riesce nel suo intento e trova un modo per fermare le locuste, trovando finalmente la redenzione e il pentimento per le sue spietate azioni.

### Vic Hoskins
Compare in: Jurassic World (film, libro e LEGO videogioco), LEGO Jurassic World: L'evasione di Indominus Rex (film cortometraggio animato), Jurassic World Evolution (videogioco), LEGO Jurassic World - La leggenda di Isla Nublar (serie animata) e Jurassic World - Nuove avventure (citazione). È interpretato da Vincent D'Onofrio e, nella versione italiana, è doppiato da Enzo Avolio.
Vic Hoskins è l'antagonista secondario del quarto film. È il capo della sicurezza della InGen. Dopo aver osservato i raptor obbedire ai comandi di Owen e quindi è possibile che la specie venga addomesticata, Hoskins ha cercato di usarli come animali militari e di sottoporli a un test sul campo. Owen si oppone e Masrani in seguito rifiuta l'idea di Hoskins di usare i raptor per cacciare l'Indominus Rex. Quando Masrani viene ucciso, Hoskins prende il comando e mette in atto il suo piano di usare i raptor per uccidere l'Indominus, e Owen accetta con riluttanza di partecipare. Quando fallisce, Hoskins e il team InGen danno la priorità all'evacuazione del laboratorio, salvando gli embrioni di dinosauro e trasportandoli, insieme al dottor Wu, in un luogo non specificato. Prima che Hoskins possa andarsene, appare il raptor Delta e lo mette alle strette nel laboratorio. Hoskins tenta di imitare i gesti di Owen per calmare Delta; sebbene funzioni brevemente, il raptor lo sbrana fatalmente.
Nel corso del film si scopre che ha intenzione di far riprodurre dei dinosauri geneticamente modificati (compreso l'Indominus-Rex) per farne delle armi biologiche, in modo da poter vincere guerre future sfruttando le caratteristiche degli ibridi, arrivando a corrompere il dottor Wu e celare le sue macchinazioni e i suoi propositi. Alla fine la disonestà di Hoskins non rimane impunita; la Velociraptor Delta (passata momentaneamente dalla parte dell'Indominus) lo trova nel laboratorio del centro turistico e l'uomo, nel vano tentativo di legare con l'animale, viene sbranato in presenza di Owen, Claire, Zach e Gray, che avevano scoperto i suoi assurdi piani.

### Eli Mills
Compare in: Il regno distrutto (film e libro), Jurassic World Evolution (videogioco) e Jurassic World - Nuove avventure (citazione). È interpretato da Rafe Spall e doppiato in italiano da Alessandro Quarta.
Eli Mills è l'antagonista principale del quinto film, e vive nella tenuta Lockwood ed è assistente di Benjamin Lockwood. Mills ha gestito la fondazione di Lockwood da quando si è laureato al college ed è consapevole che Maisie Lockwood è un clone. Ha incontrato Claire sette o otto anni prima degli eventi del film. Mills ha riattivato e aggiornato le strutture di laboratorio della Lockwood Estate e ha assunto genetisti qualificati da tutto il mondo per condurre ricerche genetiche. Mills va contro il piano di Lockwood di trasportare i dinosauri di Isla Nublar in un nuovo santuario dell'isola in modo che possa invece metterli all'asta a Lockwood Estate e utilizzare i soldi per finanziare ulteriori ricerche genetiche. Quando Lockwood scopre il suo piano, Mills soffoca Lockwood a morte. Mills dice a Lockwood riguardo alla figlia clonata "Sa, stavo pensando che John Hammond aveva ragione. È stata una cosa contro natura quella avete fatto. Non sono l'unico colpevole qui, giusto, signore?" Mills fa sembrare che Lockwood sia morto nel sonno, indebolito dalla malattia. Diventa il tutore di Maisie e dice a Maisie, Owen, e Claire che in realtà è una clone della figlia morta di Lockwood e che non ha mai avuto una nipote. Dopo che l'asta è stata interrotta e i dinosauri sono stati rilasciati, Mills tenta di fuggire con un campione osseo dell'Indominus Rex ma viene divorato dal Tirannosauro e dal Carnotauro, poi il T-Rex schiaccia il campione osseo distruggendolo.

### Dennis Nedry
Compare in: Jurassic Park (libro, film e LEGO videogioco), Jurassic Park: The Game (videogioco), Jurassic World Evolution (videogioco), LEGO Jurassic World - La leggenda di Isla Nublar (serie animata) e Jurassic World - Nuove avventure (citazione). È interpretato da Wayne Knight e doppiato da Vittorio Stagni.
Dennis Nedry è l'antagonista principale del primo film, un brillante tecnico di computer di Cambridge, ed esperto di comunicazioni telematiche. Il personaggio viene descritto come uno scienziato informatico obeso e disordinato. Viene assunto dalla InGen per curare i sistemi informatici e comunicativi del Jurassic Park su Isla Nublar, di proprietà di John Hammond, con cui entra subito in contrasto per motivi finanziari. Nel romanzo il personaggio viene approfondito sotto un'altra luce ed è antagonista secondario del primo romanzo: contrariamente al film, nel quale viene mostrato semplicemente come un uomo avido, corrotto, disonesto, viscido, meschino, frustrato, sabotatore, brutale e corpulento, il libro spiega che il suo tradimento è nato anche dal fatto che Hammond lo costrinse illegalmente, tramite ricatti e diffamazioni verso altre aziende per le quali Nedry voleva lavorare, a programmare ulteriori software, molto complicati, senza compenso alcuno. Da qui in poi, Nedry nutrirà un odio profondo verso l'anziano imprenditore, e un implacabile desiderio di vendetta. Nel 1989 viene corrotto dal dottor Lewis Dodgson, importante funzionario della Biosyn Corporation, che intende servirsi di lui per rubare i campioni genetici dei dinosauri alla InGen. Nedry studia un piano molto ingegnoso per consegnare gli embrioni di tutte e quindici le specie senza essere scoperto. Sfrutta un margine di alcuni minuti e disattiva la corrente dell'intero parco. Ma la sua disonestà non resterà affatto impunita: mentre si dirige al molo per consegnare i campioni rubati, sbaglia strada e viene così attaccato da un dinosauro, un esemplare adulto del Dilofosauro, dal quale viene orribilmente accecato, sventrato e divorato. Nel libro il suo corpo viene ritrovato da alcuni dei protagonisti, che recuperano anche il contenitore con gli embrioni, al contrario del film. Il sabotaggio che ha eseguito costerà molto caro, portando alla morte molti degli addetti al Jurassic Park. Nel film Nedry disattiva tutti i sistemi per poter passare indisturbato tra i recinti. Quando la sua auto si bloccherà di fronte alla strada per il molo lui avrà un incontro con un cucciolo di Dilofosauro. Dopo essere stato accecato e aver perso il contenitore con gli embrioni, caduto a terra e coperto dal fango, verrà divorato dal dinosauro che lo attaccherà dentro la macchina.
La sua storia continua con le vicende trattate nel videogioco Jurassic Park: The Game con Nima Cruz, una spia assunta dalla Biosyn per recuperare gli embrioni. Nello stesso videogioco Nima ritroverà il cadavere di Dennis Nedry poco tempo dopo la sua morte, a causa del Dilofosauro. La spia riuscirà anche a recuperare il contenitore con gli embrioni caduto sotto nel fango, durante la scena del film.
Un riferimento a lui compare anche nella serie animata Jurassic World - Nuove avventure, infatti, durante il sesto episodio della quinta e ultima stagione, Dodgson giunto su Isla Nublar per incontrare lo spietato presidente della Mantah Corp Daniel Kon trova nel fango la bomboletta contenente gli embrioni rubati da Dennis Nedry un attimo prima di essere attaccato dallo stesso Dilofosauro che 23 anni prima uccise il tecnico informatico della InGen da lui corrotto.

### Donald Gennaro
Compare in: Jurassic Park (libro e film). È interpretato da Martin Ferrero e doppiato da Marco Mete.
Donald Gennaro è l'avvocato inviato per conto degli investitori di Jurassic Park a indagare sulla sicurezza del parco dopo diverse segnalazioni di lavoratori scomparsi o morti. Nel romanzo è descritto come un uomo basso e muscoloso e rappresenta una personalità "uomo qualunque" tra i personaggi. Sebbene inizialmente sia solo preoccupato di deludere i suoi supervisori, presto abbandona questa preoccupazione quando la sua vita è minacciata, concentrandosi invece sulla sopravvivenza. Quando iniziano a verificarsi problemi, li gestisce costantemente in modo appropriato, accompagnando Robert Muldoon in una missione per sottomettere il tirannosauro e ripristinare con successo l'alimentazione elettrica, nonostante sia stata tesa un'imboscata da un Velociraptor. Grant afferma che il suo atteggiamento negativo deriva dal tentativo di evitare la responsabilità per il suo ruolo nella creazione del parco. Verso la fine del romanzo, Gennaro si rende conto di essere in parte responsabile di tutto ciò che è accaduto quando Grant dice: "Hai reclutato investitori per un'impresa che non capivi completamente... Non hai controllato le attività di un uomo che conoscevi per esperienza a essere un bugiardo, e hai permesso a quell'uomo di scherzare con la tecnologia più pericolosa della storia umana." Gennaro quindi aiuta Grant nel suo tentativo di spazzare via i restanti Velociraptor e le loro uova con il gas nervino. Sebbene sopravviva agli eventi dell'isola, muore di dissenteria qualche tempo dopo.
Per il film, Spielberg condensa i personaggi Ed Regis e Donald Gennaro e gli aspetti negativi dell'Hammond del romanzo in un unico personaggio. Il risultato è la creazione di un personaggio la cui lealtà verso i suoi datori di lavoro e la serietà verso il lavoro che gli hanno assegnato è facilmente superata dalla sua stessa avidità personale. Quando gli altri scienziati criticano il parco di Hammond per vari motivi, Gennaro è l'unico rimasto a sostenere il concetto, vedendo grandi opportunità di profitto nei dinosauri vivi. Gennaro è sopraffatto dalla paura quando la recinzione elettrica attorno al recinto del Tirannosauro si rompe e abbandona Tim e Lex. Nascosto in una toilette, viene successivamente trovato e mangiato dal tirannosauro pochi istanti dopo.
La morte di Gennaro nel film è popolare tra i fan e Ferrero ha riconosciuto che il personaggio era probabilmente il suo ruolo più importante. Prima delle riprese, Ferrero aveva suggerito che il suo personaggio sopravvivesse ma con una gamba rotta, scambiandosi di posto con Ian Malcolm, che invece sarebbe stato quello ad essere ucciso.

### Peter Ludlow
Compare in: Il mondo perduto (film e LEGO videogioco), Jurassic Park: Redemption (fumetto) e Jurassic World Evolution (videogioco). È interpretato da Arliss Howard e doppiato da Dario Penne.
Peter Ludlow è l'antagonista principale del secondo film, il nipote di John Hammond e neoeletto CEO della InGen. Ha raggiunto questa posizione dopo aver convinto il consiglio di amministrazione della InGen a cacciare Hammond a seguito di un incidente a Isla Sorna, in cui un gruppo di Compsognathus ha aggredito una ragazzina che stava visitando l'isola con la sua famiglia. In una scena eliminata del secondo Jurassic Park, faceva vedere le spese per le perdite delle persone o dello smaltimento delle strutture sulle isole e si fece nominare amministratore della InGen. Ludlow è anche direttamente responsabile dell'offuscare la reputazione di Ian Malcolm, attraverso tangenti a titolo definitivo a funzionari costaricani e disinformazione alla stampa, quando Malcolm cerca di smascherare l'insabbiamento della InGen sull'incidente al Jurassic Park. Il suo carattere è spietato, egoista, avido e condiscendente verso coloro che lavorano per lui o coloro che non gli piacciono. Di conseguenza, non è molto rispettato dai membri della sua squadra che invece scelgono di seguire Roland Tembo o Nick Van Owen. Finanziò e partecipò alla spedizione della sua squadra, guidata da a parte lui, Tembo, Stark e Ajay. Nel tentativo di rivitalizzare l'attrazione originale del Jurassic Park di Hammond a San Diego, Ludlow riunisce una squadra InGen per recuperare i dinosauri di Isla Sorna e spostarli nel Jurassic Park di San Diego. Ma Ludlow riesce solo a riportare indietro il maschio di Tirannosauro e il suo piccolo, con risultati disastrosi che portano il T-Rex adulto a seminare il caos nella città. Trova la morte quando, scoperto che Malcolm e Sarah hanno lasciato il cucciolo del Tyrannosaurus rex all'interno della stiva della nave, vi si addentra a sua volta nel tentativo di recuperarlo, ma finisce per rimanervi chiuso dentro assieme al sopraggiunto padre del piccolo che, dopo avergli rotto una gamba, lo rende la prima vittima del piccolo dinosauro.
Nel romanzo l'antagonista principale era Lewis Dodgson, e moriva in un modo praticamente analogo, con la differenza che veniva sbranato sull'isola e non sulla barca. Trascinato dall'esemplare adulto di T-Rex all'interno della tana, Dodgson veniva ucciso dai tre cuccioli (nel film il cucciolo è uno solo).

### Dieter Stark
Compare in: Il mondo perduto (film e LEGO videogioco) e Jurassic World Evolution (videogioco). È interpretato da Peter Stormare e doppiato da Nino Prester.
Dieter Stark è l'antagonista secondario del secondo film. Il personaggio è un sadico bracconiere ed il secondo in comando di Roland Tembo durante la spedizione del team InGen su Isla Sorna. Dieter esprime antipatia per Nick Van Owen e litiga con lui dopo il rilascio da parte di Nick dei dinosauri catturati dal team InGen, che hanno distrutto il campo base e le apparecchiature di comunicazione della squadra. Dopo essersi perso mentre cercava di trovare un punto nella foresta per urinare, viene attaccato e ucciso da un gruppo di compsognathus su un ruscello (nel primo libro è John Hammond a morire in un modo assai simile); questo è confermato dopo che Roland e Ajay hanno trovato i suoi resti. Ian Malcolm chiede se l'avessero trovato, Roland risponde con "solo le parti che non sono piaciute". Sebbene il suo cognome non sia menzionato nel film stesso, è elencato nei titoli di coda.

### Ken Wheatley
Compare in: Il regno distrutto (film e libro) e Jurassic World Evolution (videogioco). È interpretato da Ted Levine e doppiato in italiano da Massimo Corvo.
Ken Wheatley è un mercenario e trafficante di animali al comando dell'operazione di salvataggio dei dinosauri su Isla Nublar apparso nel quinto film. Prende un dente da ogni dinosauro catturato come trofeo, con l'intenzione di fare una collana. Quando Blue viene trovata, Wheatley spara sia a lei che a Owen con dardi tranquillanti e lascia Owen a morire per una dose potenzialmente fatale. Più tardi sulla terraferma, Wheatley cattura Owen e Claire mentre seguono i dinosauri catturati fino alla tenuta di Lockwood, dove sventa anche il loro possibile piano per portare il camion in cui si trovano nella città più vicina. Dopo che l'asta è stata interrotta, Wheatley trova l'Indoraptor nella sua gabbia e gli spara con due dardi tranquillanti; entra nella sua gabbia per recuperare un dente come trofeo, ma la creatura si rivela più astuta di lui fingendo di subire gli effetti del sedativo inettatole per poi aggredirlo divorandogli il braccio sinistro e in seguito sbranandolo.

### Gunnar Eversoll
Compare in: Il regno distrutto (film e libro). È interpretato da Toby Jones e doppiato in italiano da Mino Caprio.
Gunnar Eversoll è l'avido e paranoico banditore della Lockwood Estate che vende i dinosauri salvati da Isla Nublar. Non è interessato a ciò che sta vendendo o a chi sta vendendo (compresi i trafficanti di armi), ma cerca di ottenere il prezzo più alto per il suo cliente. Mette all'asta diverse specie, tra cui un Ankylosauro e un Allosauro giovane, agli acquirenti, prima di presentare il prototipo Indoraptor. Nonostante le obiezioni di Wu, Mills permette a Eversoll di vendere la creatura a un trafficante d'armi russo. Dopo che l'asta è stata gettata nel caos da uno Stygimoloch evaso, Eversoll si ritira in un ascensore dove si sono rifugiati tre partecipanti all'asta. Prima che l'ascensore possa salire, l'Indoraptor scappato, rompe il meccanismo della porta e uccide Eversoll insieme agli altri presenti.

### Daniel Kon
Compare in: Jurassic World - Nuove avventure (serie animata) e Jurassic World - Teoria del caos (serie animata). È doppiato in originale da Andrew Kishino.
Daniel Kon è l'antagonista principale della serie animata Jurassic World - Nuove avventure. È l'enigmatico e spietato presidente della rivale Mantah Corp, in cui è la mente dietro ai combattimenti sanguinosi tra dinosauri, ed anche il padre di Kenji, il quale però non era a conoscenza di niente. Dopo aver salvato i ragazzi e suo figlio fa credere loro che il suo scopo sia protegge i dinosauri ma in realtà progetta di vendere la tecnologia dei chip di controllo per arricchirsi. È un uomo avido, corrotto, ambizioso e superficiale che pone il denaro al di sopra di tutto. Alla fine della quinta e ultima stagione, dopo essere fuggito dall'isola della Mantah Corp viene fermato e arrestato dalla polizia, lasciando suo figlio da solo che verrà accolto dalla famiglia di Darius Bowman.
Daniel è riapparso anche come personaggio minore nel quinto episodio della nuova serie animata Jurassic World - Teoria del caos. Dopo i fatti accaduti nella quinta e ultima stagione della serie animata precedente, che hanno seguito con il suo arresto, il padre di Kenji viene chiuso in un istituto di reinserimento. Alla visita di suo figlio, Daniel viene ucciso e divorato dai tre feroci e pericolosi atrociraptor in un modo per far fuggire e salvare lo stesso Kenji e Darius, sacrificando la sua propria vita, dimostrandosi di essere pentito dalle sue assurde ambizioni.

### Kash D. Langford
Compare in: Jurassic World - Nuove avventure (serie animata). È doppiato in originale da Haley Joel Osment.
Kash D. Langford è l'antagonista secondario della serie animata Jurassic World - Nuove avventure. È un brillante programmatore della Mantah Corp dal carattere quanto folle, crudele, irascibile, odioso, viscido, spregevole, temuto, vendicativo, suscettibile, ambizioso, privo di scrupoli e puramente malvagio che conduce test per i combattimenti tra dinosauri. Dopo essere stato umiliato dal suo capo Daniel Kon per un gran disgusto delle sue azioni spregevoli progetta di ucciderlo usando la sua stessa tecnologia per vendicarsi ma sfortunatamente finisce per essere divorato dai due velociraptor.

### Soyona Santos
Compare in: Jurassic World Evolution 2 (videogioco), Il dominio (film e libro) e Jurassic World - Teoria del caos (serie animata). È interpretata da Dichen Lachman e doppiata in italiano da Elena Perino.
Soyona Santos, conosciuta anche come il Broker, è l'antagonista secondaria del sesto film della serie cinematografica. È una signora del crimine e trafficante di dinosauri dalla personalità terribilmente fredda, cinica, avida, spietata, ambiziosa, spregevole, pericolosa, violenta, vendicativa, crudele, insensibile, disonesta, arrogante, odiosa, infida, viscida, senza scrupoli e con un pessimo senso dell'umorismo che lavora al servizio del dottor Lewis Dodgson, per il quale fa rapire la povera Maisie Lockwood a La Valletta. Dopo un duro scontro con Claire Dearing, verrà arrestata da Barry Sembène (il vecchio amico di Owen Grady), non prima di aver sguinzagliato quattro feroci Atrociraptor per uccidere Owen, Claire e la loro nuova alleata Kayla Watts, dopo che questi ultimi hanno fatto irruzione insieme alle autorità nel mercato nero dei dinosauri, ma senza successo. Soyona è riapparsa nuovamente come antagonista principale nella serie animata Jurassic World - Teoria del caos (doppiata dalla stessa attrice australiana in cui aveva recitata per la prima volta nel sesto film live-action), e quindi è divenuta anche come arcinemica di Darius Bowman e di Brooklynn.

### Rainn Delacourt
Compare in: Il dominio (film e libro). È interpretato da Scott Haze e doppiato in italiano da Stefano Crescentini.
Rainn Delacourt è uno spietato e violento bracconiere ricercato dalla polizia e socio della Biosyn Corporation. All'inizio del film viene ordinato da Lewis Dodgson per rapire Maisie e Beta (il cucciolo del Velociraptor Blue) e di consegnarle a Soyona Santos fino a La Valletta. Al mercato illegale dei dinosauri ha un duro scontro con Owen Grady, che riesce ad estorcergli informazioni sul conto di Maisie e di Beta mentre un cucciolo di Carnotaurus e un Lystrosaurus gli masticano ferocemente le mani. Verrà poi brutalmente ucciso e divorato da un giovane Baryonyx con una protesi a un arto anteriore.

### Addestratrice di Atrociraptor
Compare in: Jurassic World - Teoria del caos (serie animata). È interpretata da Sumalee Montano.
L'Addestratrice di Atrociraptor è una perfida donna senza nome, pallida e con uno sguardo gelido che controlla i tre Atrociraptor che danno la caccia ai Sei di Nublar, apparsa nella nuova serie animata Jurassic World - Teoria del caos. Sembra avere una rapporto di empatia con i tre animali che obbediscono a ogni suo comando tramite il fischietto che porta al collo. Fu colei che ha tentato di uccidere Brooklynn. Nella terza stagione, viene alla fine divorata da un carnotauro di Soyona Santos, e dopo la morte dell'Addestratrice i suoi raptor si ritirano.

## Altri personaggi

### Mr. DNA
Compare in: Jurassic Park (film e LEGO videogioco), Jurassic World (film, libro e LEGO videogioco), LEGO Jurassic World - La leggenda di Isla Nublar (serie animata), Jurassic World - Nuove avventure (serie animata) e Jurassic World - Nuove avventure: Missione interattiva (film cortometraggio animato). È doppiato in originale da Greg Burson (nel primo film), dal regista Colin Trevorrow (nel quarto film), da Vincent Tong (nella serie animata a LEGO) e da Jeff Bergman (nella serie animata), nella versione italiana della serie cinematografica ha la voce di Dario Penne (nel primo film), di Vladimiro Conti (nel videogioco a LEGO) e di Massimo Bitossi (nella serie animata).
Mr. DNA era un personaggio dei cartoni animati stupido ma misterioso e inquietante progettato per spiegare ai turisti del Jurassic Park, che si presume siano laici, come la InGen ha ricreato i dinosauri. Era un'elica di DNA antropomorfo con braccia, gambe e una faccia, è stato creato esclusivamente per il film e non è mai apparso nei romanzi.

### Robert Muldoon
Compare in: Jurassic Park (libro e film). È interpretato da Bob Peck e doppiato da Michele Gammino.
Robert Muldoon è il guardacaccia di Jurassic Park. Descritto nel romanzo come un uomo corpulento di cinquant'anni, con profondi occhi blu e baffi grigio acciaio, è un ex cacciatore professionista che ha lavorato con Hammond in uno dei suoi precedenti parchi in Kenya. Ha esperienza di lavoro con pericolosi predatori e (a differenza della maggior parte degli altri personaggi) il suo atteggiamento nei confronti dei dinosauri è realistico e poco romantico. Crede che i Velociraptor dovrebbero essere eliminati, descrivendoli come intelligenti e potenzialmente pericolosi. Lo ricorda ad Hammond quando si rendono conto che non hanno modo di fermare il T. rex fuggito. Muldoon trascorre la maggior parte del romanzo girando per il parco, bevendo whisky e cercando di ristabilire l'ordine. Successivamente viene attaccato da un branco di Velociraptor, ma sopravvive incuneandosi in un tubo. Riesce a ucciderne alcuni e alla fine fugge dall'isola con gli altri sopravvissuti.
Nel film, è sulla quarantina e ben rasato, ma ha gli occhi blu, e si dimostra più serio. All'inizio del film, quando un lavoratore viene attaccato da un Velociraptor che il personale del parco sta trasportando, Muldoon dà l'ordine di ucciderlo. Osserva che i Raptor hanno testato la recinzione perimetrale in luoghi diversi, sondando un'apertura, e commenta che gli animali "mostrano un'intelligenza estrema, anche per la risoluzione dei problemi", oltre a sottolineare la pericolosità della capobranco (a causa della sua ferocia e della sua mente strategica per guidare gli assalti e fuggire). Rimane nella sala di controllo con Hammond e Arnold, commentando i numerosi fallimenti di sicurezza e protezione del parco. Dopo l'interruzione di corrente, guida Ellie al sito di fuga del tirannosauro dove salvano Malcolm. Nella giungla durante un tentativo di ripristinare l'alimentazione, Muldoon si prepara a sparare a un Velociraptor in lontananza. Invece, la femmina capobranco gli tende un'imboscata laterale mentre è concentrato sul primo Raptor. Muldoon commenta "Ragazza intelligente" (mentre scopre la trappola e viene ucciso brutalmente dalla femmina alfa) ossia "Clever girl" ("Sei furba, eh!" nel doppiaggio italiano) è diventata una citazione popolare tra i fan.

### John Arnold / Ray Arnold
Compare in: Jurassic Park (libro e film). È interpretato da Samuel L. Jackson e doppiato da Claudio Fattoretto.
John Arnold è l'ingegnere capo di Jurassic Park, che gestisce il centro di controllo principale dal Visitor Center. È descritto come un fumatore accanito magro e preoccupato cronico. Ingegnere di sistemi dotato, Arnold aveva progettato armi per l'esercito americano e in seguito ha lavorato in diversi parchi a tema e zoo prima di unirsi al team di Jurassic Park. Era un uomo a malincuore ottimista, che manteneva una fiducia totale nei sistemi informatici e continuava a credere che, nonostante le battute d'arresto, alla fine le cose sarebbero andate bene. Quando Dennis Nedry li esclude dal sistema, Arnold, dopo molte persuasioni da parte di Donald Gennaro, interrompe tutta l'alimentazione al parco e ripristina i sistemi di controllo del computer. Dopo aver riacceso l'alimentazione, crede che il problema sia stato risolto, quando in realtà è stato aggravato. Spegnendo la rete elettrica principale, ha spento diversi sistemi che non erano stati interessati dal blocco di Nedry, in particolare il recinto del Velociraptor. Arnold si rende conto del suo errore molte ore dopo e si offre volontario per uscire per ripristinare l'alimentazione al generatore principale. Prima che possa farlo, viene ucciso da un Velociraptor fuggito.
Nel film di Spielberg del 1993, Arnold viene chiamato "Ray", piuttosto che John, per distinguerlo da John Hammond. Tuttavia, in una scena cancellata dal secondo film, è menzionato come "John Arnold". Nel film, Arnold ha un ruolo minore rispetto al romanzo, ma conserva la stessa personalità e prospettiva, spesso anticipando un'azione rischiosa con il commento: "Allacciate le cinture". La morte di Arnold non viene mostrata, ma viene confermata quando il suo braccio mozzato cade sulla spalla di Ellie nel deposito dell'elettricità.
La frase di Arnold, "Allacciate le cinture" (in originale "Hold on to your butts", traducibile come "Tieniti le chiappe"), è diventata una citazione popolare.

### Martin "Marty" Guitierrez
Compare in: Jurassic Park (libro), Il mondo perduto (libro)
Ricercatore statunitense residente da tempo in Costa Rica, dove lavora come Biologo presso la riserva di Cabo Blanco, Martin appare solamente nei due romanzi. In Jurassic Park, dopo aver visitato una bambina vittima dell'aggressione da parte di uno "strano lucertolone", rinviene parte del cadavere dell'animale e lo invia all'Istituto Malattie Tropicali di New York (verrà poi identificato via fax dal dott. Grant, confermando che si tratta di un dinosauro). L'animale si scoprirà in seguito essere un Procompsognatus, fuggito da Isla Nublar durante uno scalo di una nave rifornimenti.

### Gerry Harding
Compare in: Jurassic Park (libro e film), Jurassic Park: The Game (videogioco) e Jurassic World Evolution (videogioco).
Il dottor Harding era un veterinario per animali sulla cinquantina di anni, con i baffi grigi e occhi castani. Ha una figlia, Sarah Harding, fidanzata e poi moglie di Ian Malcolm.
Harding fu chiamato da John Hammond per essere il veterinario del Jurassic Park. Entusiasta per l'idea di scrivere il primo libro su come curare i dinosauri, Harding accetta. Nel romanzo lo si incontra per la prima volta intento a curare uno Stegosaurus (nel film un Triceratops), ammalato per aver mangiato delle foglie di piante velenose.
In seguito, dopo la fuga dei dinosauri, tenta in tutti i modi di salvare la vita di Malcom, ferito dal Tyrannosaurus rex. Infine riesce a fuggire dall'isola insieme ai pochi superstiti riportando sultanto una lieve ferita al braccio causata dal morso di un Raptor.
Nel film è una figura del tutto marginale: viene interpretato da Gerald R. Molen, ed è doppiato da Maurizio Reti. È invece uno dei protagonisti del videogioco Jurassic Park: The Game dove tenta di lasciare Isla Nublar con la figlia Jess.

### Juanito Rostagno
Compare in: Jurassic Park (film). È interpretato da Miguel Sandoval è doppiato da Eugenio Marinelli.
È il proprietario della miniera "Mano de Dios " in Repubblica Dominicana, da cui Hammond prende le zanzare fossilizzate. Nel libro viene descritto come un trentenne intelligente, arguto e in abiti da lavoro.

### Christina "Tina" Bowman
Compare in: Jurassic Park (libro), Il mondo perduto (film). Nel film è interpretata da Camilla Belle e doppiata da Veronica Puccio
Unica figlia della famiglia Bowman. In uno dei primi capitoli, venne morsa il 14 luglio da un procompsognathus. Stava scrivendo la lista degli animali visti nelle vacanze a Cabo Blanco.

### Roland Tembo
Compare in: Il mondo perduto (film e LEGO videogioco) e Jurassic World Evolution (videogioco). È interpretato da Pete Postlethwaite e doppiato da Saverio Moriones.
È un cacciatore, compagno di caccia di Ajay Shidu, che venne convocato dal compagno per lavorare per Ludlow.
È uno dei principali comandanti della ricerca per cattura i dinosauri. Ha un ruolo molto importante quando salva gli uomini mandati da John Hammond. Ricerca, insieme a Carter, Dieter Stark e Ajay Shidu, i T-Rex. Ha accettato l'incarico non per denaro, che ha rifiutato, bensì per la soddisfazione personale di abbattere un tirannosauro maschio adulto, poiché, avendo già cacciato e ucciso ogni altro grande predatore vivente, ha deciso di cimentarsi nella sfida più ardua affrontando il più famoso predatore preistorico. Malgrado appaia cinico e arrogante, non sottovaluta minimamente i pericoli dell'isola e non è una cattiva persona, dimostrandosi preoccupato sia per l'incolumità fisica che psicologica dei membri della spedizione: quando si accorge che Sarah ha la giacca sporca di sangue, ad insaputa di lui appartenente al cucciolo di tirannosauro, teme che sia ferita e le chiede se abbia bisogno di aiuto, e quando scopre che Dieter è sparito, la prima cosa che raccomanda è che la figlia adolescente di Malcolm, Kelly, non lo venga a sapere.
Vicino ad una cascata, riesce ad anestetizzare un tirannosauro, ma gli altri sono uccisi dai velociraptor in una prateria. Quando i pochi sopravvissuti tornarono, il suo amico Ajay non c'è. Mentre Ludlow gioisce e lo ringrazia per la cattura, Tembo risponde "Ajay non ce l'ha fatta", dimostrando di non provare alcuna soddisfazione per la propria impresa sapendo che il suo amico è morto. Ludlow gli offre lavoro per sdebitarsi, ma Tembo afferma di volersi ritirare dalla caccia, affermando di aver visto troppe persone morire per questo scopo.

### Eddie Carr
Compare in: Il mondo perduto (romanzo e film). È interpretato da Richard Schiff e doppiato da Luca Biagini.
Eddie Carr è l'assistente chiave di Doc Thorne. Viene aggiunto alla squadra perché i veicoli che ha aiutato a progettare non sono stati testati sul campo. Eddie è spaventato da Isla Sorna e non vuole altro che recuperare Richard Levine e lasciare l'isola il prima possibile. Ha una relazione leggermente antagonista con Ian Malcolm, a cui non piace che il mondo di Carr sia così fortemente influenzato da un'elettronica inaffidabile. Alla fine viene ucciso da un branco di raptor mentre li combatte con un tubo di ferro. Nel film, è l'esperto di attrezzature da campo del gruppo composto da Ian, Nick, Sarah e Kelly. Mentre sta tentando di salvare Ian, Sarah e Nick, viene fatto a pezzi dai due T-Rex adulti prima che spingano i rimorchi giù dalla scogliera. Nel film, la sua relazione con Malcolm è apparentemente positiva, perché Malcolm lo lascia per prendersi cura di sua figlia. Dopo essere stato mangiato, Malcolm chiede a Roland Tembo che gli sia dato rispetto per aver cercato di salvarli.
Nel romanzo è descritto come un 25enne compatto e forte che preferisce la città. Nel film ha i capelli neri, è calvo e ha almeno 40 anni rispetto alla descrizione del romanzo.

### Jeff Rositter
Compare in: Il mondo perduto (libro)
Capo della Byosin. Nel secondo romanzo compare in uno dei primi capitoli, insieme a Dodgson, dicendogli che non vuole sborsare più soldi per rubare gli embrioni alla InGen o per finanziare le sue attività illegali per l'azienda.

### Ajay Shidu
Compare in: Il mondo perduto (film e LEGO videogioco). È interpretato da Harvey Jason e doppiato da Manlio De Angelis (1)
Ajay è il compagno di caccia di Roland Tembo.
Shidu lo convinse a partecipare come assistente di Peter Ludlow, capo della Ingen. Ajay non fu un suo pari, ma era importante più o meno come un altro assistente di Ludlow, Stark.
Sempre insieme a Tembo, catturò il piccolo di T-rex, mettendo in moto una serie di eventi che porteranno all'uccisione di uno della squadra di Hammond, Eddie
Carr, da parte dei due tirannosauri adulti.
Fu l'ultimo a morire del team InGen, ucciso dai Velociraptor nell'erba alta.

### Robert Burke
Compare in: Il mondo perduto (film). È interpretato da Thomas Duffy è doppiato da Maurizio Reti.
Paleontologo che andò con la InGen nel sito B, come una specie di guida. Fu divorato dal tirannosauro in una cascata, quando un serpente gli si infilò nella maglia. Le sue battute di descrizione sui dinosauri sono simili a quelle di Richard Levine.

### Carter
Compare in: Il mondo perduto (film). È interpretato da Thomas Rosales.
È l'assistente di Dieter Stark. Fu lui a dare l'allarme, quando si accorse che era sparito e fu anche la causa dello smarrimento di Stark, che lo aveva avvisato del suo incamminarsi in perlustrazione non avvedendosi delle cuffie nelle orecchie del collega. Che quindi non poté udire le sue grida, una volta perso nella foresta. Fu anche quello che svegliò gli altri in pieno attacco dei tirannosauri alla tenda di Sarah e Kelly, causando così la sua morte ovvero calpestato tre volte dal t-rex.

### George Baselton
Compare in: Il mondo perduto (libro)
Professore, reclutato da Dodgson per andare ad Isla Sorna. Fu il primo del gruppo di Dodgson a morire, ucciso dal T-rex mentre tentava di rubarne le uova; i suoi resti furono una scarpa con pezzi di calzino.

### Arby Benton
Compare in: Il mondo perduto (libro).
Nel film questo personaggio non è sostituito da nessuno, contrariamente a molti altri.
Undicenne, frequenta la terza media per un avanzamento. È il miglior amico di Kelly Curtis e ambedue vengono presi in giro dalle ragazze della scuola. Il professor Richard Levine, temporaneamente loro maestro, promise loro di portarli alcuni giorni in escursione per testare le apparecchiature che voleva portare ad Isla Sorna ma in seguito alla partenza improvvisa che Doc Thorne e Ian Malcolm dovettero effettuare per salvare lo stesso Levine fu deciso di lasciarli a casa. Kelly decise allora di partire di nascosto con loro ma fu Benton a ideare i dettagli del piano. Sull'isola, fu quasi ucciso dai raptor, che trascinarono la gabbia in cui si era rinchiuso. Riuscì ad uscire dall'isola insieme a molti altri uomini, Curtis compresa. Secondo molta gente, il suo vero nome è R. B. Benton.

### Diego
Compare in: Il mondo perduto (libro).
È l'assistente di Levine; comparve solo nel capitolo "Il mondo perduto" in cui trovò sterco di dinosauro e venne ucciso da un carnotauro.

### Jack "Doc" Thorne
Compare in: Il mondo perduto (libro).
Ingegnere Meccanico, in precedenza professore d'Ingegneria.
Aiuta Richard Levine a preparare la spedizione in Costa Rica su Isla Sorna e prende parte alla spedizione quando la missione diventa di salvataggio.
Nel libro, tenta di nascondere la morte di Howard King, assistente di Dodgson, ai bambini, inutilmente.
Poche ore dopo, partecipa al salvataggio di Sarah Harding e Ian Malcolm, quando questi sono in pericolo quando la loro roulotte/laboratorio viene attaccata da due T-Rex e viene spinta verso un burrone. La spedizione era in principio dotata solo di auto elettriche, ciò nonostante Thorne ritrova la Jeep di Dodgson (a benzina) e la usa per salvare i due.
In seguito, insieme a Levine si lancia all'inseguimento dei raptor che hanno intrappolato Arby in una gabbia (egli stesso vi si è rinchiuso per sfuggire ai dinosauri) per salvarlo.
Il suo giovane assistente Eddie Carr, muore ucciso da un branco di raptor nel finale. A differenza di questi, Thorne riesce a lasciare l'isola vivo.
Nel film Thorne non compare, al contrario di Eddie Carr che è l'esperto ingegnere della spedizione ed è più vecchio rispetto al libro. Eddie muore per salvare Ian e Sarah dall'attacco dei due tirannosauri, i quali proprio come nel libro spingono la roulotte giù dal burrone. Eddie riesce ad arrivare in tempo per bloccarne la caduta utilizzando la macchina e l'argano, tentando poi di riportarla sulla scogliera. Non vi riuscirà per il ritorno dei due T-Rex, attirati dal rombo del motore dell'auto ma dimostrerà un coraggio incredibile di fronte a morte certa, continuando a cercare di riportare su la roulette malgrado la presenza minacciosa dei due dinosauri. I quali distruggeranno la macchina, trascinandolo fuori e spezzandolo in due.

### Udesky
Compare in: Jurassic Park III (film, libro e LEGO videogioco) e Jurassic World Evolution (videogioco). È interpretato da Michael Jeter e, nella versione italiana, è doppiato da Nino Prester.
Mercenario assunto dai coniugi Kirby, sottovaluta molto la pericolosità dell'isola e dei suoi abitanti. Dei tre mercenari è l'unico a salvarsi dall'incontro con lo Spinosauro e a mettersi in viaggio con il gruppo per un breve tratto. È l'ultimo del gruppo a morire, ucciso da un branco di Velociraptor.

### M. B. Nash
Compare in: Jurassic Park III (film, libro e LEGO videogioco) e Jurassic World Evolution (videogioco). È interpretato da Bruce A. Young e, nella versione italiana, è doppiato da Francesco Pannofino.
Mercenario assunto dai coniugi Kirby, ha il ruolo di pilota dell'aereo che porta il gruppo sull'isola. Tenta di fuggire non appena avvistano lo Spinosauro ma non riesce a causa del dinosauro stesso che fa schiantare l'aeroplano. Viene divorato subito dopo dallo Spinosauro che lo trascina fuori dai rottami dell'aereo.

### Cooper
Compare in: Jurassic Park III (film, libro e LEGO videogioco). È interpretato da John Diehl e, nella versione italiana, è doppiato da Mauro Magliozzi.
Mercenario assunto dai coniugi Kirby, sottovaluta molto la pericolosità dell'isola e dei suoi abitanti e dimostra una notevole arroganza dichiarando di sperare di incrociare un tirannosauro. Poco prima dell'arrivo stordisce Alan Grant con un colpo alle spalle quando questi cerca disperatamente di dissuadere i coniugi Kirby ad atterrare sull'isola. Si avventura nella foresta subito dopo l'atterraggio, mentre i colleghi iniziando a delimitare il perimetro con una recinzione, finendo per incrociare il terribile Spinosauro. Lo si sente urlare e sparare mentre Udesky e Nash scappano via terrorizzati e risalgono immediatamente sull'aereo cercando di scappare. Poco prima del decollo si vede Cooper arrivare in mezzo alla pista urlando aiuto e pregandoli di fermarsi e farlo salire a bordo. Viene divorato subito dopo dallo Spinosauro.

### Ben Hildebrand
Compare in: Jurassic Park III (film, libro e LEGO videogioco) e Jurassic World Evolution (videogioco). È interpretato da Mark Harelik e, nella versione italiana, è doppiato da Sergio Di Stefano.
Fidanzato di Amanda, compare all'inizio del film insieme a Eric mentre i due fanno parapendio proprio nei pressi del sito proibito. Precipita insieme al bambino sull'isola, rimanendo incastrato con il paracadute su un albero. I suoi ultimi momenti di vita vengono ripresi dalla videocamera che portava con sé, in cui si vede Eric che si sgancia dal paracadute. Il suo corpo viene ritrovato ancora appeso al paracadute sull'albero, probabilmente divorato da qualche predatore.

### Lowery Cruthers
Compare in: Jurassic World (film, libro e LEGO videogioco), LEGO Jurassic World: L'evasione di Indominus Rex (film cortometraggio animato), Jurassic World Evolution (videogioco) e Il dominio (film). È interpretato da Jake Johnson e doppiato in italiano da Edoardo Stoppacciaro.
Lowery Cruthers è un dipendente di Jurassic World e ha lavorato nella sala di controllo insieme a Vivian. Quando l'Indominus rex del parco sfuggì dal suo paddock nell'incidente di Isla Nublar del 2015, rimase nella sala di controllo. Vide la divisione Security di InGen prendere in custodia la sala di controllo e chiedendo a tutti di partire, ma rimase in caso di qualcuno avesse bisogno di qualcosa. Alla fine, dopo un iniziale shock, acconsentì alla richiesta di Claire Dearing di aprire il paddock del Tyrannosaurus rex, portando quest'ultimo ad attaccare il T-Rex. Una volta sconfitto l'Indominus, Lowery chiuse tutti i sistemi e fu evacuato nella terraferma. Personaggio pessimista e allo stesso tempo sarcastico, appassionato di dinosauri, nel film possiede dei libri di Ian Malcom & Alan Grant, e ha anche una maglietta originale del primo parco ovvero il Jurassic Park.

### Vivian Krill
Compare in: Jurassic World (film, libro e LEGO videogioco), LEGO Jurassic World: L'evasione di Indominus Rex (film cortometraggio animato) e Jurassic World Evolution (videogioco). È interpretata da Lauren Lapkus e doppiata in italiano da Chiara Gioncardi.
Vivian Krill stava lavorando nella sala di controllo del Jurassic World prima e in parte attraverso l'incidente. Ha sorvegliato il parco insieme a Lowery ed era in buone condizioni con lui. Quando Claire Dearing le chiese perché le pianure occidentali erano chiuse, Vivian le disse che era un altro Pachycephalosaurus che era fuggito e, quando espresse fastidio per il fallimento delle recinzioni invisibili per la seconda volta quel mese, ha spiegato che i dinosauri hanno mandato in cortocircuito i loro impianti quando si scontrano con le teste. Parlava poi con Lowery Cruthers quando furono chiamati da Claire, che chiedeva le coordinate correnti dell'indominus rex.
Entrambi furono storditi, confusi e orripilati per vedere che ella era ancora nel recinto e che c'erano persone all'interno. Vivian freneticamente li avvertì di fuggire, ma il suo avvertimento è arrivato troppo tardi e ascoltò inorridita mentre l'Indominus uccideva un operaio e abbatteva le porte del paddock. Ha tentato di avvisare l'intero parco circa un dinosauro fuggito, ma è stato fermato da Simon Masrani, che credeva che l'Asset Containment Unit potesse tranquillamente contenere la sua minaccia. La A.C.U. si è rivelata inefficace e la maggioranza è stata massacrata dalla creatura. Durante la sfuriata di Owen Grady, Vivian ha scambiato uno sguardo significativo con Lowery prima di mettere in guardia il parco. Più tardi è andata con Masrani mentre si preparava a pilotare il suo elicottero personale, dotato di un M134, per affrontare la creatura, nonostante le sue proteste preoccupate. Dopo aver assistito alla morte di Masrani quando il suo elicottero è stato attaccato dagli Pteranodon, ha segnalato l'inagibilità della voliera mentre piangeva,in shock. Dopo che Vic Hoskins prese il controllo, lei e il resto del personale sono stati evacuati, ad eccezione di Lowery che ha scelto di rimanere indietro, Quando tentò di baciarla, gli disse casualmente che aveva un ragazzo, ma gli diede un abbraccio prima di partire.

### Simon Masrani
Compare in: Jurassic World (film, libro e LEGO videogioco), LEGO Jurassic World: L'evasione di Indominus Rex (film cortometraggio animato), Jurassic World Evolution (videogioco), The Evolution of Claire (libro), LEGO Jurassic World - La leggenda di Isla Nublar (serie animata), LEGO Jurassic World - Doppio pericolo! (film speciale animato) e Jurassic World Evolution 2 (videogioco). È interpretato da Irrfan Khan e doppiato in italiano da Angelo Maggi.
Simon Masrani è stato il fondatore della Masrani Global Corporation e fondatore di due delle sue aziende Jurassic World e Masrani Global, la quale nel 1998 ha acquisito con successo InGen. Simon Masrani ha deciso di utilizzare la società che aveva acquisito per soddisfare il sogno di John Hammond, cioè aprire un parco sui dinosauro funzionante aperto al pubblico. Dopo aver discusso la sua idea con membri di alto rango della sua azienda e con il viscido dottor Henry Wu di InGen ha messo in moto il suo piano, la sua azienda ha ottenuto un accesso limitato a Isla Sorna e Isla Nublar, che ha permesso la costruzione del suo parco. Ha fondato la Timack Constuction nel 2002 per aiutare la società Axis Boulder Engineering nella pianificazione, nella preparazione e nell'attivazione della costruzione del parco che doveva essere chiamato Jurassic World. La costruzione è durata fino al 2004 con un totale di 1,2 miliardi di dollari spesi per cemento e materiali da costruzione. Durante la costruzione di Jurassic World, Simon ha nominato Vic Hoskins per reinventare la Divisione Sicurezza di InGen. Vic è stato scelto a causa del modo professionale di lui e del suo team gestito un'operazione nel 2001 che coinvolge tre Pteranodon di Isla Sorna in Canada dopo che sono stati liberati accidentalmente alla fine di un incidente che si è verificato l'anno precedente. InGen Security ha anche difeso i lavoratori delle costruzioni di Isla Nublar dalla sua fauna selvatica e attualmente proteggono il Jurassic World sin dalla sua apertura.
Il Jurassic World ha inaugurato ufficialmente nel 2005 e ha avuto 98.120 visitatori nel suo primo mese di attività, dimostrando di essere stata un'impresa di grande successo. Simon ha visitato il suo Jurassic World settimane prima dell'apertura del recinto dell'Indominus Rex. Lì ha detto a Claire Dearing di offrire all'istruttore dei Velociraptor, Owen Grady, un lavoro per verificare eventuali difetti di sicurezza nel recinto dell'I-Rex, Quando l'Indominus Rex scappò, lui, Lowery e Vivian erano tra gli addetti di InGen che guardavano dall'interno della sala di controllo del parco. Ordinò a Lowery di chiudere la porta alla recinzione dell'Indominus Rex, ma lei e Lowery rifiutarono, perché Owen era ancora nel recinto. Masrani in un primo tempo rifiutò di far abbattere l'Indominus Rex, credendo che la A.C.U. potesse recuperare il dinosauro senza causare il panico. Presto la decisione si dimostrò sbagliata poiché l'Indominus Rex uccise le squadre guidate da Katashi Hamada e Austin dopo essersi staccato il localizzatore per ingannare i soldati. Masrani affrontò con rabbia il dottor Henry Wu sui tratti che l'animale aveva e, scoprendo le numerose modifiche aggiunte senza il suo consenso, lo informò che il suo lavoro aveva commesso crimini contro la natura e che il parco sarebbe stato sequestrato dal consiglio di amministrazione della società.
Masrani partecipò con due soldati ACU alla missione di abbattimento dell'Indominus Rex e lo seguì attraverso il parco. Tuttavia, questi fuggì nella Voliera di Jurassic World e spaventò gli Pterosauri, costringendoli a lasciare la recinzione. Gli animali attaccarono l'elicottero, uccidendo il co-pilota e il mitragliatore e danneggiando gravemente l'elicottero. Masrani ha tentato di riconquistare il controllo, ma l'elicottero era semidistrutto e si è schiantato attraverso la voliera, per poi esplodere all'impatto col terreno, causando la morte di Masrani.

### Scott & Karen Mitchell
Compaiono in: Jurassic World (film, libro e LEGO videogioco), Jurassic World Evolution (videogioco) e The Evolution of Claire (libro). Sono interpretati da Andy Buckley e Judy Greer e doppiati in italiano rispettivamente da Roberto Certomà e Rossella Acerbo.
Sono i rispettivi genitori di Zack & Gray, Karen ha un rapporto molto stretto con sua sorella Claire. Il loro rapporto, rovinatosi negli anni, si ricucirà alla fine del film.

### Zara Young
Compare in: Jurassic World (film, libro e LEGO videogioco) e Jurassic World Evolution (videogioco). È interpretata da Katie McGrath e doppiata in italiano da Eleonora De Angelis.
Zara ha iniziato a lavorare nel Jurassic World nel 2010, dove è diventata l'assistente personale di Claire Dearing. A un certo punto, comincia una relazione con un uomo chiamato Alec.
Zara è incaricata di prendersi cura dei nipoti di Claire, Zach e Gray, mentre visitano il Jurassic World, occupandosene appena i due arrivano sull'isola, anche se non è molto entusiasta. Accompagna i ragazzi al Centro Innovazioni ed è con loro durante il giro del parco. Mentre sono allo Zoo dei Cuccioli, Zara è distratta perché parla al telefono riguardo ai dettagli delle sue nozze con Alec. Zach e Gray approfittano di questo e la lasciano da sola per esplorare il parco da soli. Poi l'Indominus Rex si libera e mette il parco in una situazione di emergenza. Claire telefona a Zara, che informa che i ragazzi "erano scappati". Alla fine Claire reincontra i ragazzi in Main Street, poco prima che gli abitanti del Jurassic World vengono attaccati dagli Pteranodonti e dalle altre creature del Parco. Zara viene afferrata da un Pteranodonte, Durante l'attacco, Zara viene presa e portata in aria, poi precipita nel lago del Parco dove insieme allo Pteranodonte viene divorata dal Mosasaurus. Curiosità: è il primo personaggio donna ad essere uccisa da un dinosauro in tutta la saga.

### Iris Carroll
Compare in: Il regno distrutto (film e libro), Jurassic World Evolution (videogioco) e Il dominio (citazione). È interpretata da Geraldine Chaplin e doppiata in italiano da Melina Martello.
Iris Carroll è la governante della tenuta e si occupa di Lockwood e di Maisie, in cui è molto affezionata alla bambina dolcissima. Dopo la morte di Lockwood, Iris viene mandata via da Mills, non sapendo che è proprio lui l'assassino di Lockwood. Iris afferma di aver cresciuto sia Maisie che sua madre Charlotte.

### Charlotte Lockwood
Compare in: Il dominio (film e libro). È interpretata da Elva Trill (adulta) e Isabella Sermon (giovane).

### Denise Roberts
Compare in: Il dominio (film e libro). È interpretata da Freya Parker.

### Angus Hetbury
Compare in: Il dominio (film e libro). È interpretato da Alexander Owen.

### Wyatt Huntley
Compare in: Il dominio (film e libro). È interpretato da Kristoffer Polaha.

### Shira
Compare in: Il dominio (film e libro). È interpretata da Varada Sethu.